# T-54/55系列主战坦克
T-54/55型坦克是由原苏联设计的中型坦克。其原型于二战结束前的1945年3月问世，量产则开始于1947年。其后，T-54/55型坦克迅速成为苏联及华约国家的装甲主力，并被输出到众多国家（主要是社会主义各国和第三世界国家）。因而，T-54/55型坦克参加了20世纪后半叶的几乎所有武装冲突。T-54/55系列坦克可說是有史以来产量最大的坦克，其总数据估计高达86,000-100,000辆。
在苏联，T-54/55型的主力地位很快被后继的T-62和T-72所代替，但在其他很多国家，T-54/55系列被沿用多年。直到今天，仍有50多个国家在使用T-54/55及其种类繁杂的改型。
T-54/55系列坦克主要在中东战争中与西方坦克交手，这一型号的装备促成了美国第一种主战坦克——M60的诞生。

## 发展史

### 前代：A系列，T-34和T-44
A系坦克是蘇聯於第二次世界大戰前研發的一系列坦克，該系列包括了A-20、A-30及A-32。最終，蘇聯人在A-32的基礎上研發出了後來的T-34坦克。 
T-34中型坦克是二战期间苏军装甲部队中的绝对主力，受到高度評價。T-34型在火力（中型戰車最早裝備76mm主砲與後期型換裝85mm主砲）、防护力（低矮車身與傾斜裝甲的良好防護性能）和机动力（寬履帶與輕量大出力鋁合金引擎）等戰車核心三大指標上所確立的高度均衡性在同期車種中可謂首屈一指。设计人员在战争期间一直在持續研究改良T-34型的，以期获得更好的作战效果。但由于战时對生产數量以及戰損補充的迫切要求，很多當時已開發出來的设计和技术都未能真正用于T-34中型坦克上。
1943年，莫洛佐夫设计局在战前T-34M型坦克的基础上研制出T-44型坦克。T-44型安装新型扭杆悬吊装置及横列引擎，使得其在拥有与T-34等同的性能基础上強化了装甲防护性能。不过T-44型也有一个重大缺陷那就是炮塔太小，只能容下与T-34/85型一样的85mm坦克炮，缺乏升級空間與彈性。于是装备口径为100mm的坦克炮就成为了设计T-54/55坦克的初衷。

### 原型
T-54型的最初设计开始于1944年10月，由OKB-520设计局（第183斯大林乌拉尔坦克工厂）进行。原型设计于当年12月便告完成，原型车也于1945年2月制造出来。原型车于1945年3、4月间进行了测试并通过，被苏联军方定名为T-54型。这一原型的车体结构与动力装置与T-44相同，区别是装甲更厚（前装甲：上部100mm，下部90mm，侧面90-150mm，顶部30mm），炮塔基座直径增加到1800mm，并且拥有新设计的驾驶舱和观察窗。
这一原型的主要武装是一门100mmD-10TK坦克炮（該線膛炮由海軍艦砲改良而來，為SU-100驅逐戰車的標誌性裝備：不同於IS-2重型坦克的D-25T，D-10的砲彈重量較輕，但穿甲威力、精度以及裝填效率卻更優秀），并有两挺7.62mmGWT机枪。其动力是V-54型12缸水冷柴油发动机，输出功率388kW。该型坦克的储油量大有增加，主油箱载油530升，附加油箱（与燃油系统相连）载油165升。改型坦克全重35.5吨，最大时速43.5千米（略慢于T-44），最大里程360千米。
1945年7月，又有一种有所改进的原型被制造出来。这一原型装有新型炮塔，装备一门同是100mm口径的LB-1型坦克炮以及两挺SG型7.62mm同轴机枪、两挺SG-43型7.62mm机枪（平时收纳于裙板上箱子中，各备弹500发，可由驾驶员操纵），一挺DShK型12.7mm防空机枪。这一原型的炮塔拥有更厚的装甲（正面200mm，侧面125-160mm），而且燃油量再度增加（内部油箱545升，外置油箱180升）。但由于其全重增加到39.15吨，因而航程没有增加，仍是360千米。该原型车于1945年7月至11月之间接受了测试。
虽然T-54在當時仍然存在許多的設計缺陷，仍然在1946年4月29日正式宣布入役，并于1947年开始了量产。

主要結構
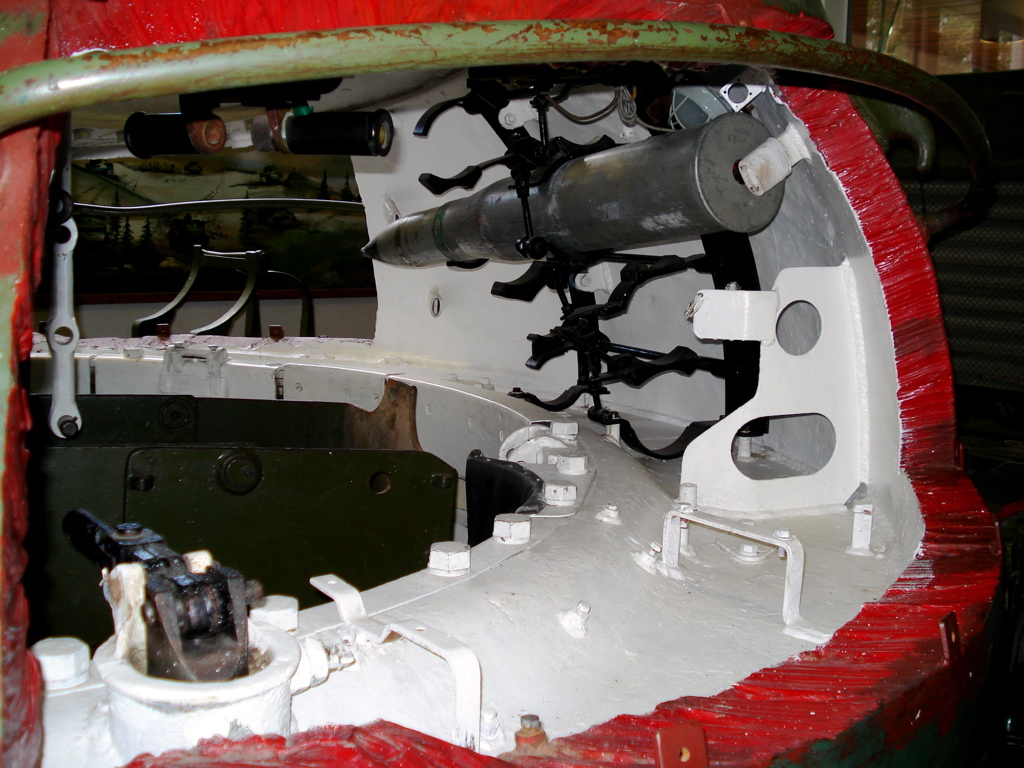
砲塔剖面模型內的彈架，完全沒有防護，故T-54/55一旦被遭擊穿就無法避免彈藥殉爆
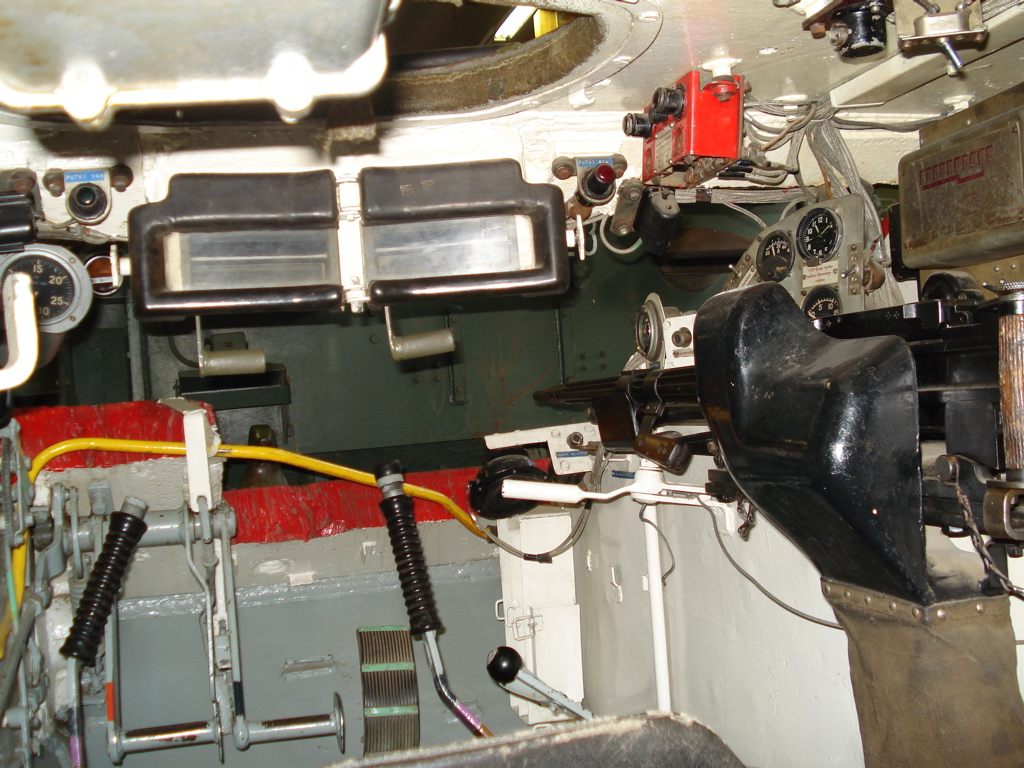
操作席
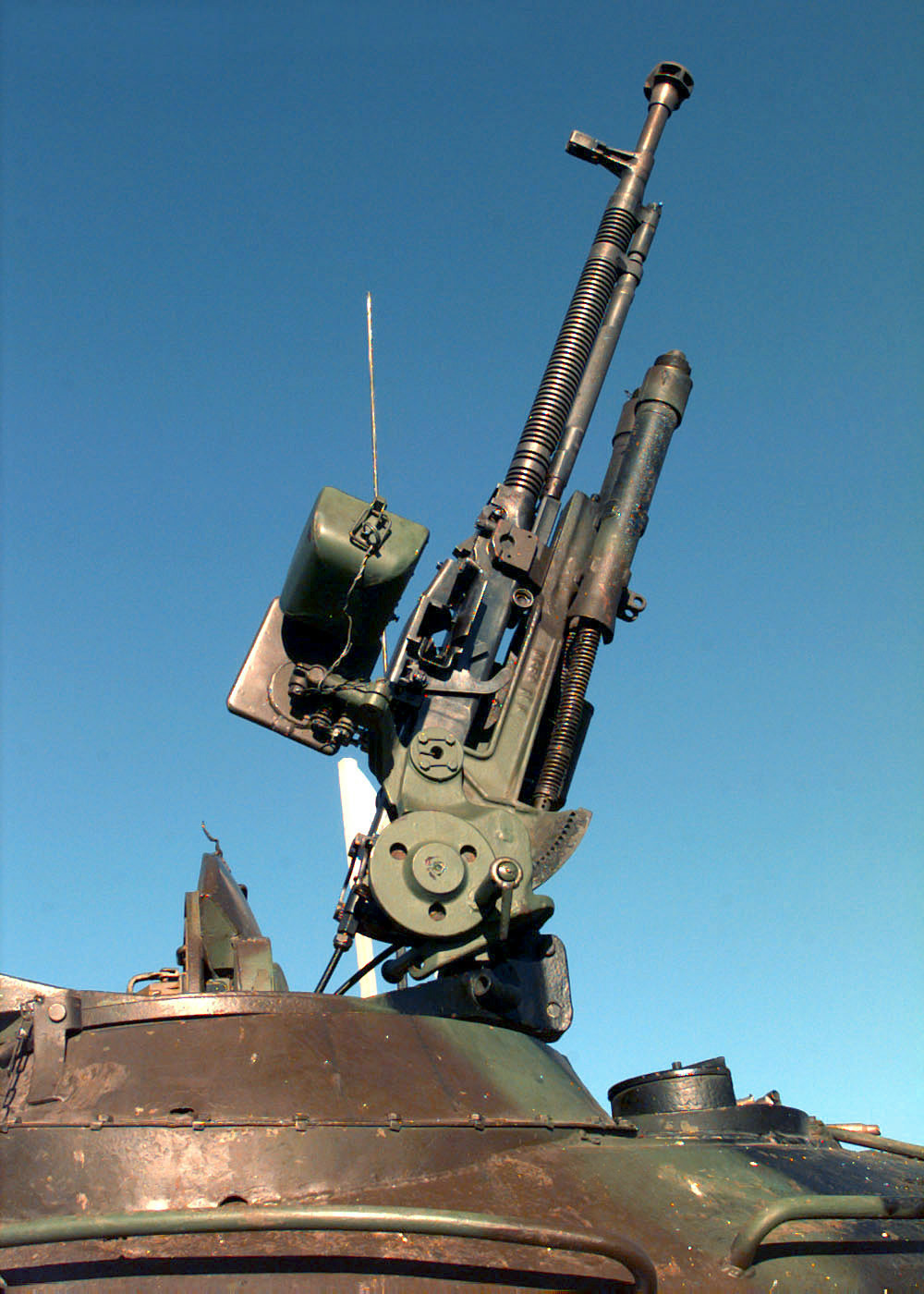
車頂DShK重機槍
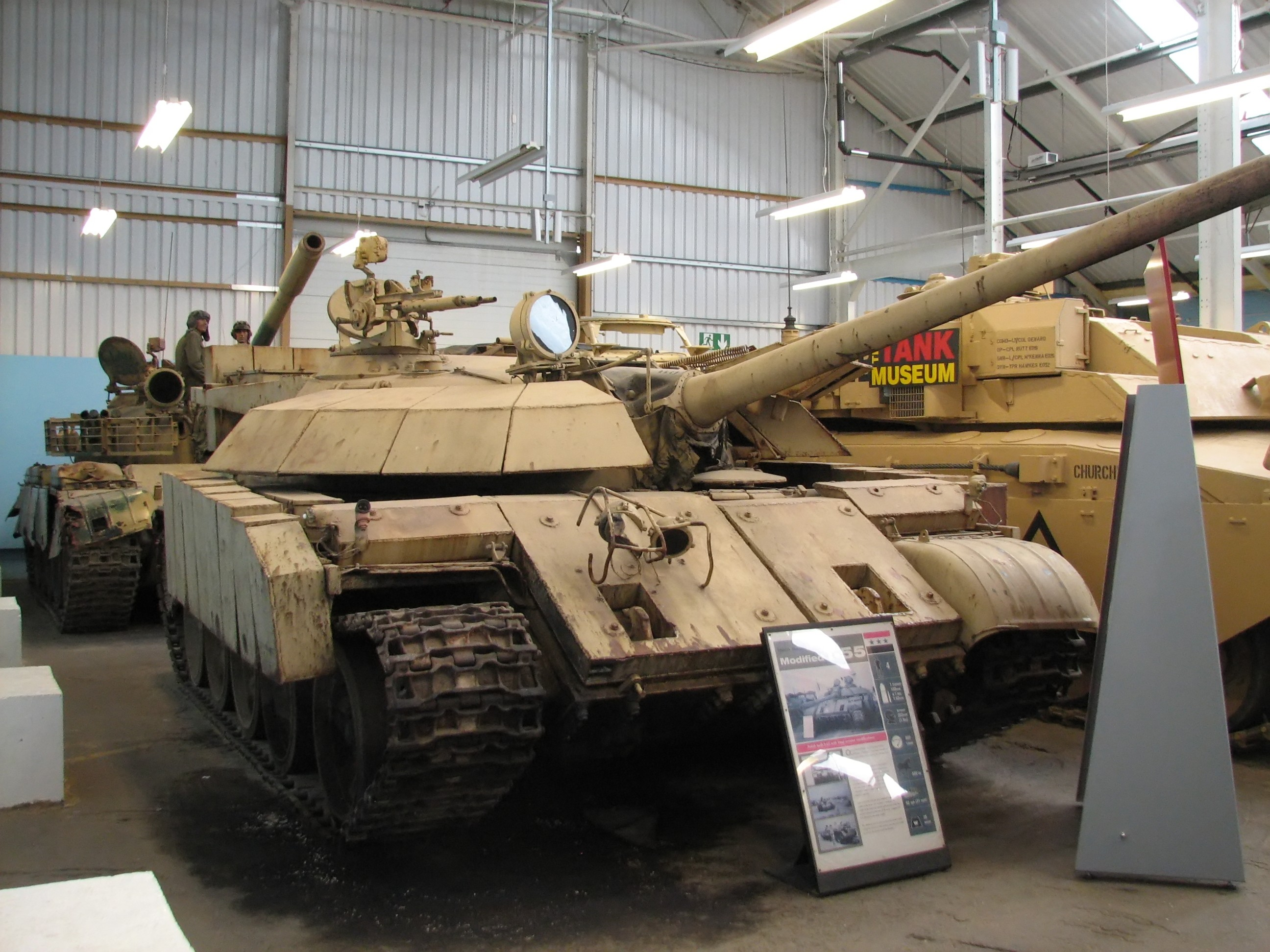
外層加裝裝甲(T-55AD)
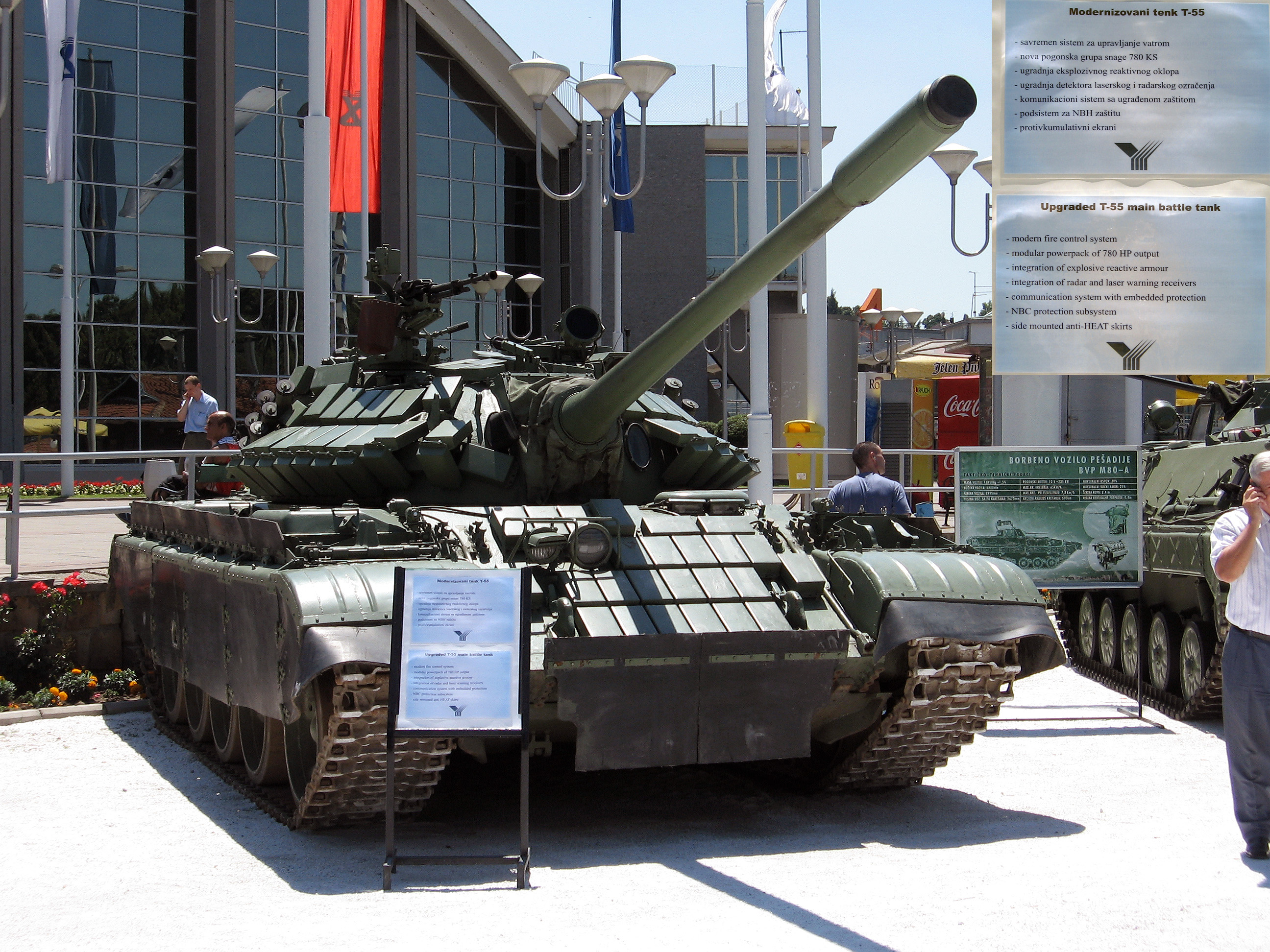
更現代的外層裝甲(T-55H)於2007軍火展
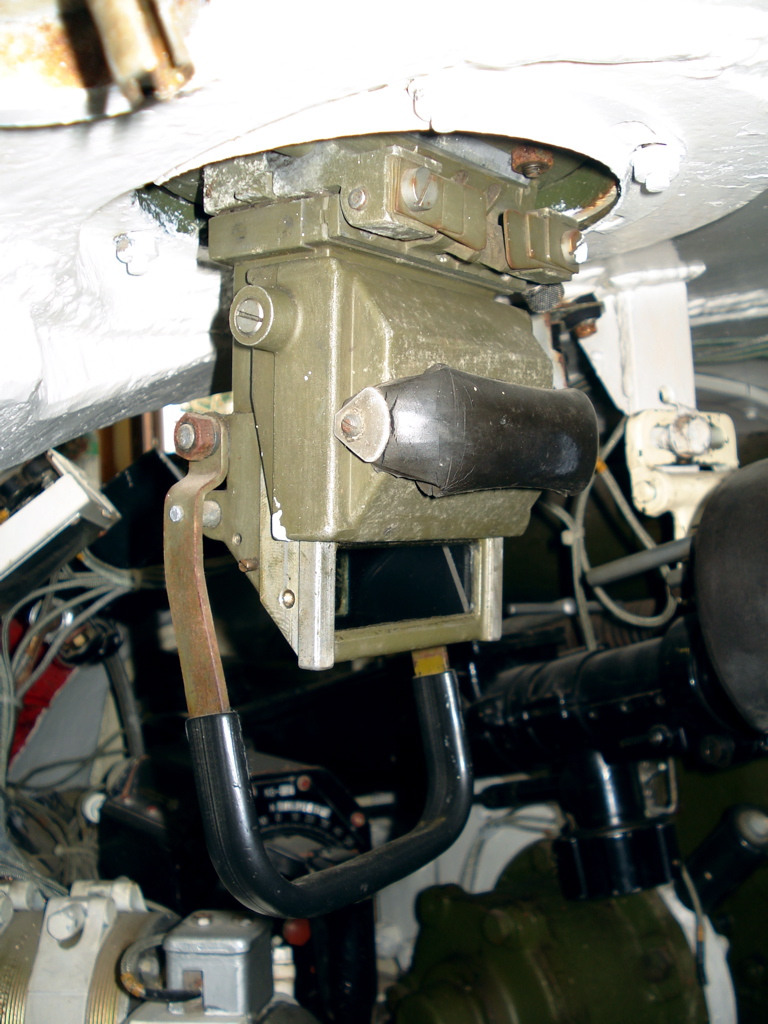
早期機械式主瞄準器
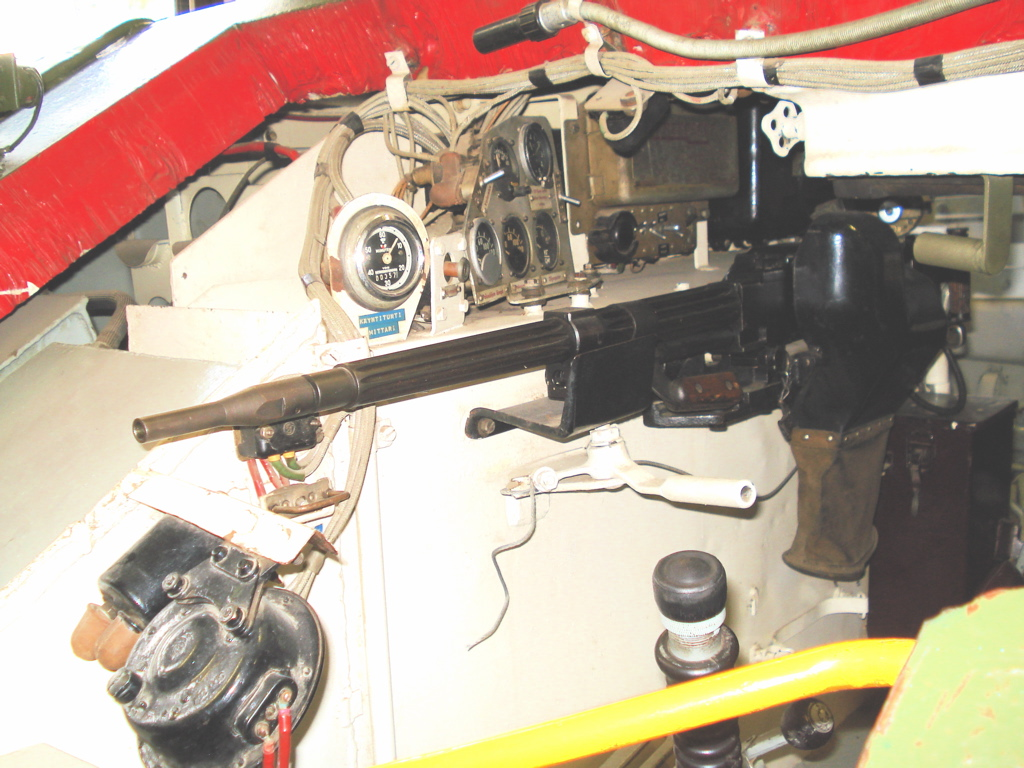
塔內同軸機槍
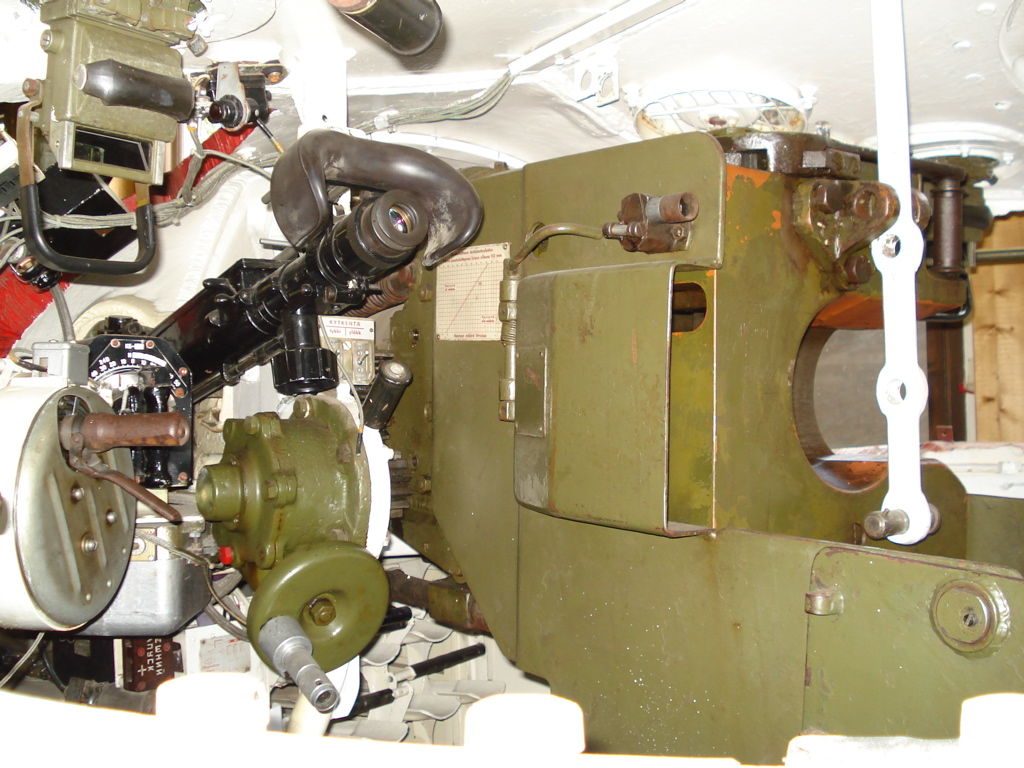
砲手席
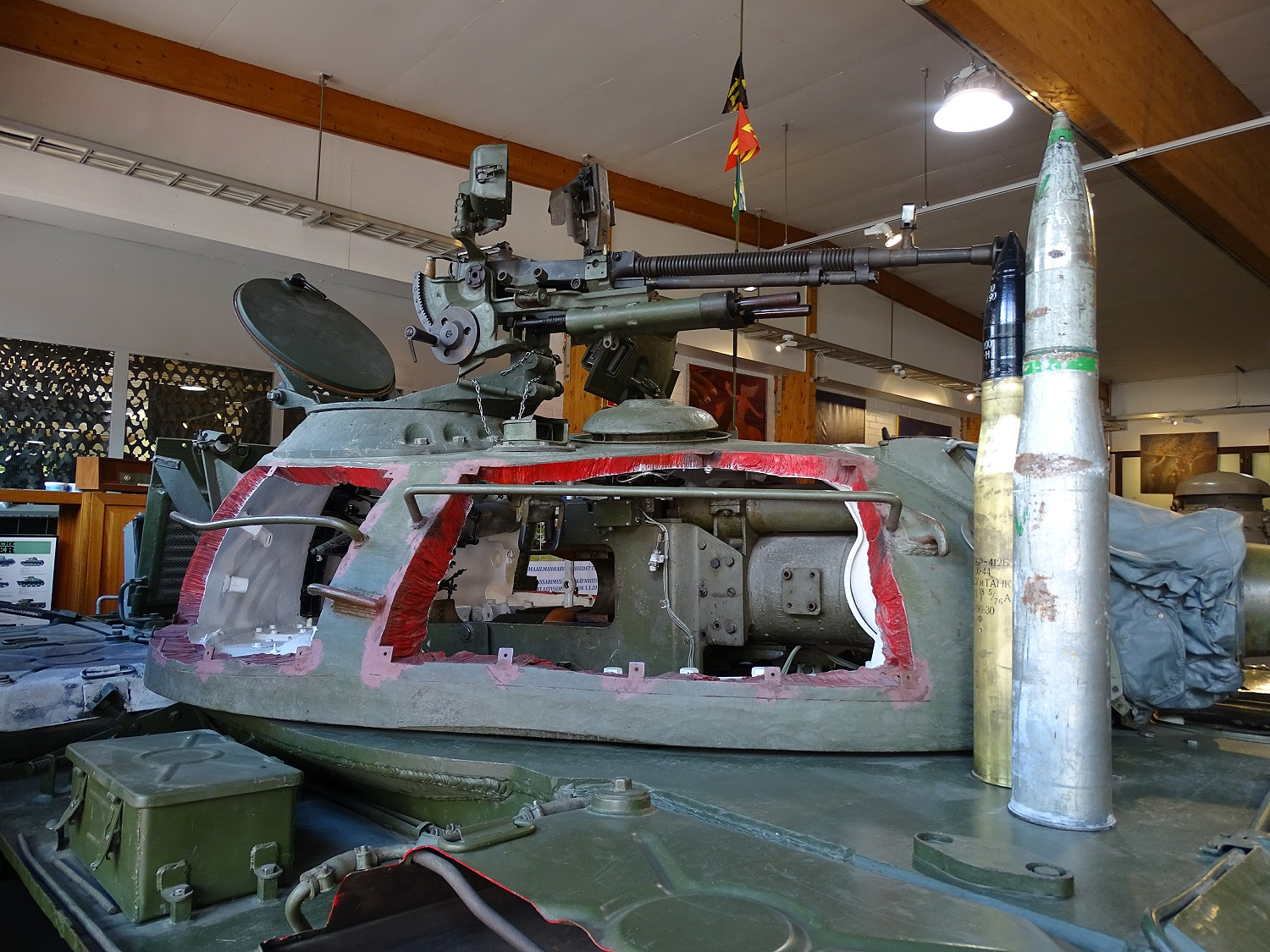
後膛結構
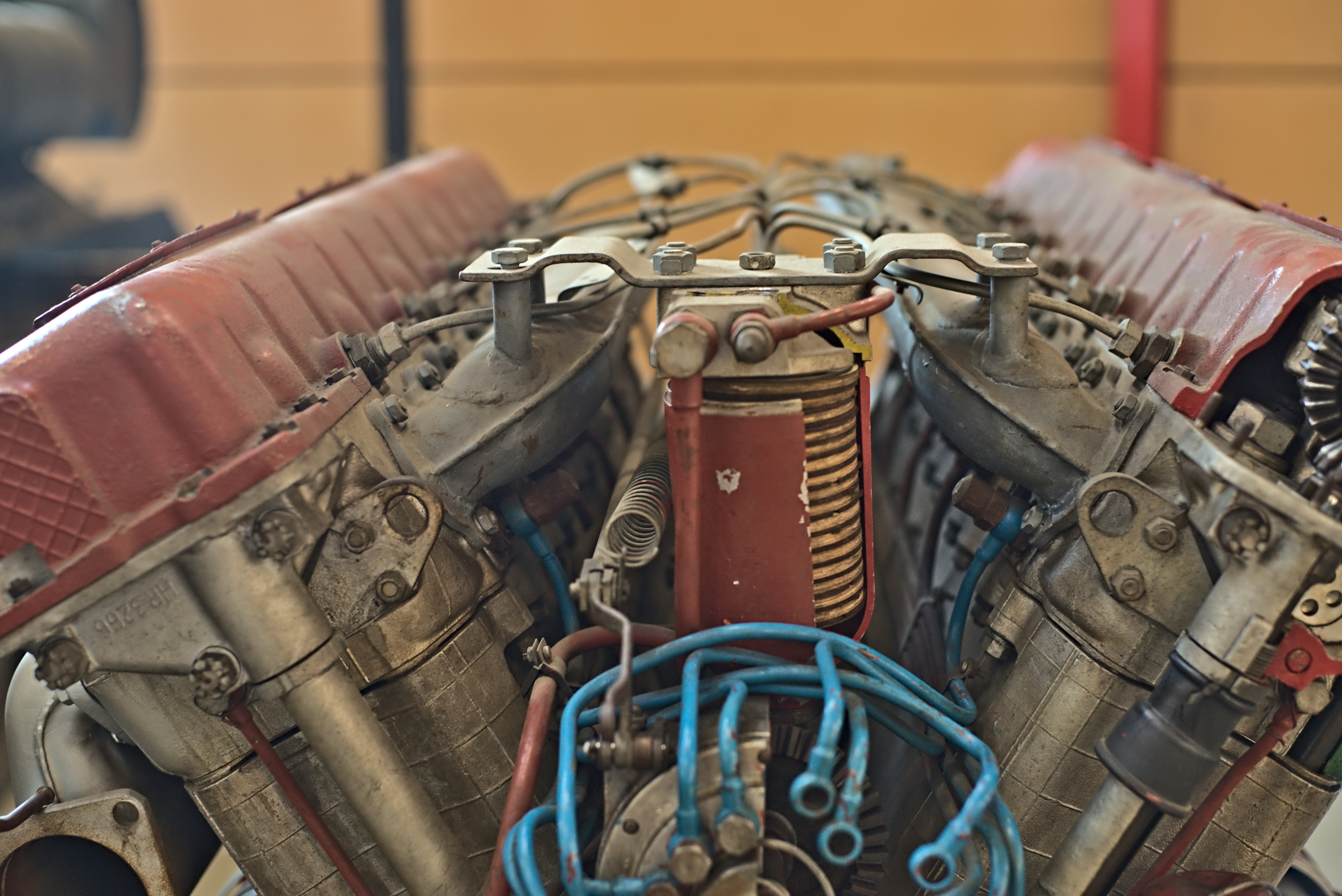
V-55發動機

### T-54
T-54型在最初的量产过程中进行了1490项改进，因而其生产相对缓慢。当时，苏军确信T-54型可以说优于绝大部分二战时期的坦克（其100mm炮的威力优于二战德国虎式坦克的88mm炮。不过其重量只有豹式的4/5，虎式的2/3和虎王的一半多），并且也强于同时代其他国家的主要坦克。T-54具有在当时堪称革命性的设计，其悬挂系统性能优秀可靠，使得T-54可以毫不费力地穿山越岭。
最初的量产型T-54-1是由第二种原型车发展而来的，它拥有比强大的虎式坦克更厚的车体装甲（侧面80mm，顶部30mm，底部20mm）。但由于生产过程中凸显的诸多问题，T-54-1型很快被T-54-2型取代。T-54-2型装有源于IS-3重型坦克的半球状炮塔。这种炮塔与后来常见的T-54坦克的炮塔相似，不过在后部有一处明显突起。此外，先前装备过的裙板机枪被移除，悬挂也经过了改进，履带宽度增加到580mm。T-54-2型于1949年开始生产。1951年又出现了再度经过改进的T-54-3型，换装新型炮塔，安装TSh-2-22型炮长观瞄装置，还安装了发烟器。在此基础上还有一种指挥型T-54K，装有2部R-113电台。

#### T-54A与T-54B
在50年代初，OKB-520设计局的人事出现了很大变动，先是莫洛佐夫让位于科烈斯尼科，而后者又于1953年3月被卡采夫所取代。新设计师上任伊始就决定给T-54换装带有STP-1型垂直稳定器的D-10T型坦克炮。改型坦克炮按照原有的D-10TG指标改进了设计以便装入T-54的炮塔。新坦克上还安装了驾驶员夜视仪。这一型号被命名为T-54A。最初T-54A的火炮前端安装的是炮口配重，而后换成了标志性的抽烟器。此外，T-54A型还装有潜渡用的通气装置、TSh-2A-22观瞄镜、TVN-1型红外潜望镜和红外大灯、新型R-113电台、用于改进动力的多级空气滤清器和散热器控制装置、电子油泵、附加油箱和自动灭火器。T-54A型于1954年入役并于次年进入生产。在此基础上还有一种少量生产的T-54AK指挥坦克，装两部R112电台、导航装置、AB-1-P/30型充电装置，主炮备弹较一般型号少5发。
1954年10月，有一辆T-54A型被用于测试D54T和D54TS型100mm滑膛坦克炮，以及“Raduga”和“Molniya”型稳定装置（后装备于T-62坦克上），這個裝備D-54坦克砲的型號被命名為T-54M(Object 139)。这两种火炮并不符合要求，因而后来的T-55型上仍然使用D-10系列火炮，而最終T-54M也沒有獲得量產。它还被装上了一台未量产过的V-54-6型发动机，功率433kW。
1955年，在T-54A的基础上又衍生出了T-54B。其上装备100mmD-10T2S坦克炮，配备STP-2型稳定器。T-54B型于1957年开始量产。在其生产的最后四个月中出产的坦克都装有L-2型红外探照灯、TPN-1-22-11型炮长红外装置、OU-3 IR型车长红外探照灯。而且新开发的APFSDS系列弹药使得T-54坦克有能力挑战北约装备的最新装甲车辆。T-54B型相对应的坦克指挥车是T-54BK型，与T-54AK型使用相同的附加装置。

### T-55
相关核试验表明：在2-15千吨核爆炸的情况下，T-54型坦克在距爆心300m时仍能幸存，而当距离增加到700米，则车中成员也会有机会存活下来。因此有关方面决定研制一种核生化（NBC：Nuclear、Biological、Chemical）防护装置，该装置可以在探测到伽马射线0.3秒钟之后启动，使得成员免受高气压和辐射尘埃的危害，但是并不能防护辐射和有毒气体。这一设计于1956年完成并交予制造厂。于是T-54型又一次进行了改进，换装V-55型12缸4冲程水冷柴油机，功率488kW，油路系统压力被提高以获取更高的动力。为了简化维修过程，引擎盖也被修改。此外，改型的油箱再次被加大，总载油量达到680升。主炮弹药数量从34发增加到45发，其中包括高爆破片弹和穿甲弹，并且计划使用BK5M型炮弹，可穿透390mm厚的钢装甲。同时，车长的TPKU观瞄装置也预计被TPKUB或TPKU-2B型观瞄装置所取代。炮手位将安装TNP-165型观瞄镜，装填手舱盖附近的DShK型12.7mm防空机枪则由于完全无力应付已然大行其道的喷气式战机而被移除。新型坦克也将安装“Rosa”式防火系统、使用更厚的炮塔铸件、来自T-54B的双平面火炮稳定装置以及夜视鏡。为了使得新型号不至于大大加重，炮塔后部的装甲被略为减少。此时的T-55已经在几乎所有方面上大大超越了苏军在二战时使用的重型坦克IS-2，仅在前装甲厚度上略逊。同时由于T-55装备了新式火炮且具有更高的机动性，它也被认为在很大程度上可与IS-3型坦克相比。此时，重型坦克开始在军中失宠：登峰造极的IS-3型仅仅制造了2311辆就宣告停产，而在T-10之后再也没有过任何一种成熟的重型坦克在苏军的装备序列中出现过。T-34那样的高机动性中型坦克和重装甲坦克的地位开始被新兴的“主战坦克”所代替。T-55型坦克从本质上来讲只是T-54型的一个改型，但当时苏军出于政治方面的考虑（新型坦克可以以如此之快的速度推出）为它赋予了全新的编号。T-55于1958年开始量产，并与1958年5月进入苏军服役。
在T-55基础上出现的指挥坦克是T-55K型，加装一台R-112电台、AB-1-P/30型燃油蓄电池以及TPN-1-22-11夜视仪。加装设备使得主炮备弹减少到37发。60年代初，T-55K型又装上了实验性的“Uran”式视频设备（车外安装一部摄像机，其图像可以发送至BTR-50U型轮式指挥车上，传输距离10-30千米），用于战场观测。1961年，T-55又试装过“Almaz”型视频设备，这种装置可以在核爆炸发生后或潜渡时代替传统观瞄设备。这一装置包括在车体上（供驾驶员使用）的一部摄像机和炮塔上的两部摄像机，一部用于瞄准，另一部用于观测，其图像显示在两个屏幕上。这种观瞄装置在昼间可以胜任距离在1.5-2公里之间的观测和火控任务，不过由于俄制产品一贯的低质量，在实际使用中其实是很难达到预期效果的。60年代初，位于鄂木斯克的OKB-29设计局进行了为T-55坦克安装功率达到522kW的GTD-3T型燃气涡轮发动机的研究，一辆T-55被用作实验平台，但实验结果并不尽如人意，因而没有将此成果用于实际生产。在1962-65年间，又有3辆T-55被用于试验由液压装置控制的自动变速箱。实验结果是这样的变速箱在实际使用中太易损坏，不宜推广。差不多与此同时，部分T-55在炮塔后部安装了9M14（北约编号AT-3“耐火箱”）反坦克导弹。还有一种喷火坦克TO-55，其设计是以火焰喷射器代替同轴机枪，并以460升燃料箱代替车首油箱。这较之先前的T-54喷火坦克要更有优势——后者用火焰喷射器替代了主炮。TO-55型喷火坦克一直服役到1993年。
在50年代，T-55坦克比其主要西方对手——美国M48巴顿坦克和英国百夫長坦克更有优势，重量更轻，火力、防护和可靠性均占上风。但是苏军由于T-55使用的D-10坦克炮拥有更大的镗孔直径，使得T-55的火力优势得以保持到使用105mm线膛炮的M60主战坦克和百夫長改进型出现之时。由于T-55火炮的初速度低，因此T-55主要使用破甲弹来对付日益更新的对手，这意味着远距离上的精确度要大打折扣。不过这在当时苏联所预期的欧洲大战中并不算严重问题，因为有效防御破甲弹的“乔巴姆”复合装甲要到很久以后才出现。但是苏联有观点认为美军的M48坦克如果使用脱壳穿甲弹则在正常距离上穿透T-55不成问题，而使用旧弹种的T-55却难以穿透M48。

#### T-55A
1961年，针对坦克用核生化三防系统的改进开始，其目标是使成员免受快中子辐射所害，而对伽马射线的防护则由装甲和PAZ基本防护装置完成。新的POV可塑性铅衬需要安装在车内，因此车长舱盖被加大，舱口栏板也被显著加大。这一铅衬除了防辐射，还能防止成员被破片所伤，此外该坦克还安装了PAZ/FVU型化学过滤装置。其他变化包括：同轴SGMT机枪换成7.62mm PK机枪；车体从6.04m增长到6.2m；车体机枪被移除，换成6枚主炮备弹。以上改进使得全重增加到38吨。这种改型就是T-55A。T-55A之上亦有一种指挥坦克，T-55AK。

#### M-55S
斯洛文尼亞曾經找以色列改裝升級斯洛文尼亞105公厘主砲的T-55，在升級後更名為M-55S。

### T-54/55系列的升级改造
T-55在其漫长服役期内多國进行極為多次升级改造。1959年，一部分T-55安装了BTU/BTU-55型扫雷犁。1967年，开始使用3BM-8 APDS弹药，在2km距离上穿甲厚度約275mm。1970年，T-55坦克重新在装填手舱口安装了DShK型12.7mm重机枪，为的是面对来自武装直升机的新威胁。1974年起安装了KTD-1或KTD-2型激光测距仪还换装了R-123或R-123M型电台。此外传动装置也被改进以增加使用寿命。T-55A在生产期间就经常进行改进。1965年，该型坦克换装了新式履带。这种履带可以使用2000-3000km而不必更换，其使用寿命是换装前的两倍以上，但是新式履带需要搭配十四齿的驱动轮（原来是十三齿）。自1974年起T-55A安装了KTD-1型测距仪和TSzS-32PM型观测装置，同时所有T-55A都装备了TPN-1-22-11型夜视仪。R-123型电台取代了过去的R-113电台。后期生产的型号还装上了橡胶裙板和驾驶员风挡。60年代到80年代开发的穿甲弹增强了T-54/55系列的反坦克能力。事实上，直到90年代，针对T-54/55系列的改进仍然没有停止。
对于T-54/55系列的改进不僅僅由單一的设计局和制造厂进行的。由於此一車系产量非常大，外銷的區域分布極廣，因此很多国家都希望通过改进T-54/55系列来充實以及更新装甲战力。于是乎各种设备和武器都先后出现在T-54/55上，包括120mm或125mm的主炮、主动防护系统、热成像火控系统等等。直至今日，T-54/55仍是许多国家改裝廉价主战坦克的基础。

### T-55 Obr.2023

眾多改造或升級型
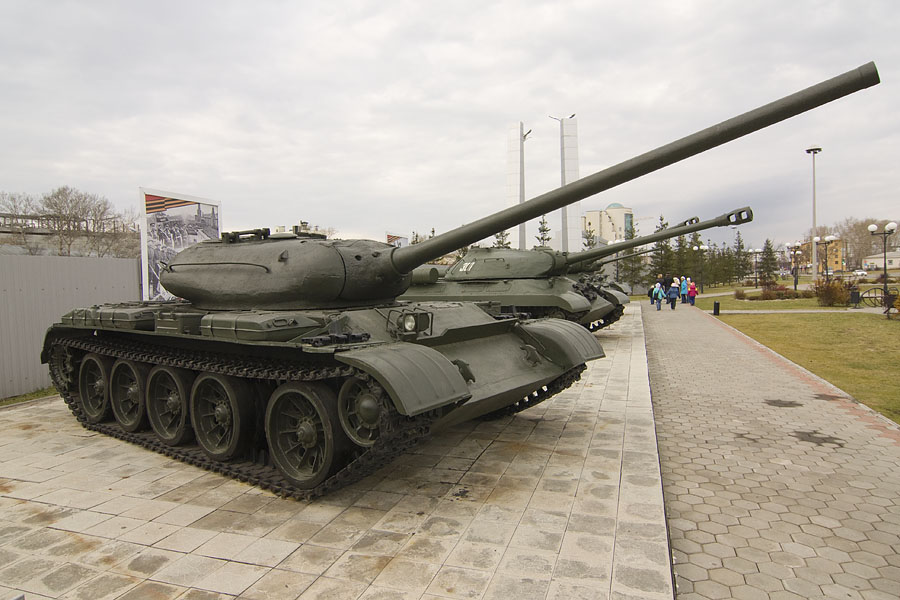
二戰後T-54-1原型 炮塔与T-34/85类似
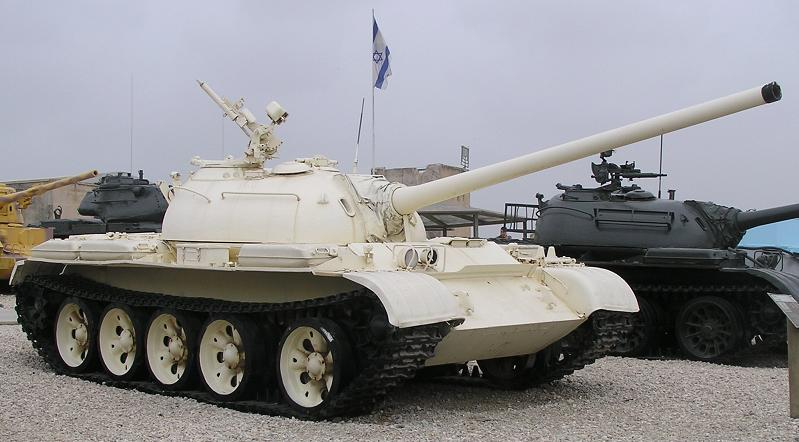
T-54早型 与T-55外观区别是炮塔顶的半球形通风设备
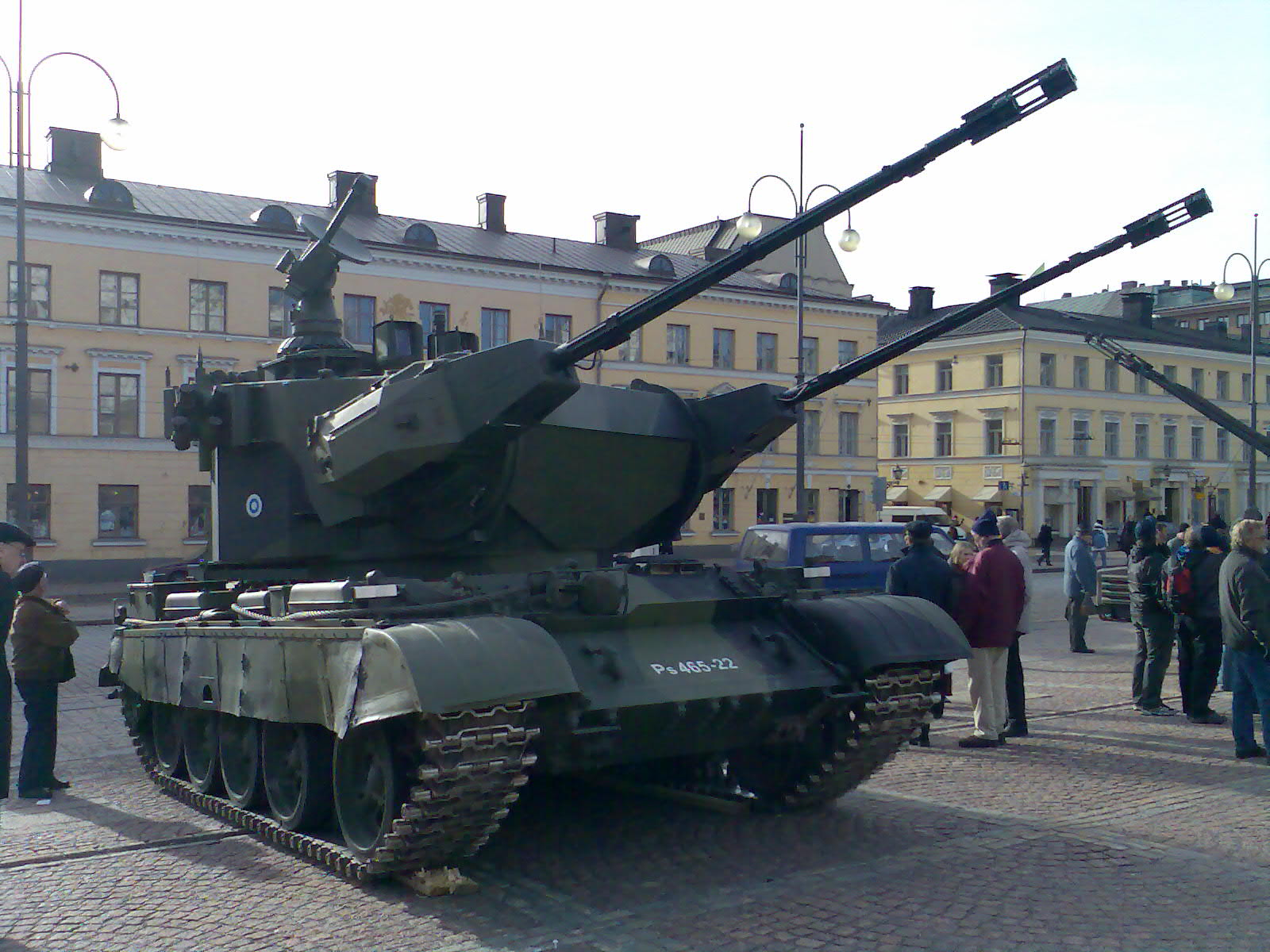
芬蘭使用T-55底盤改的35毫米防空車
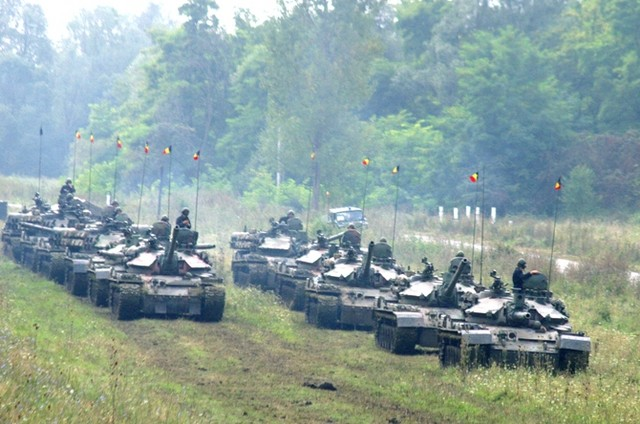
羅馬尼亞從T-55大幅改裝的TR-85
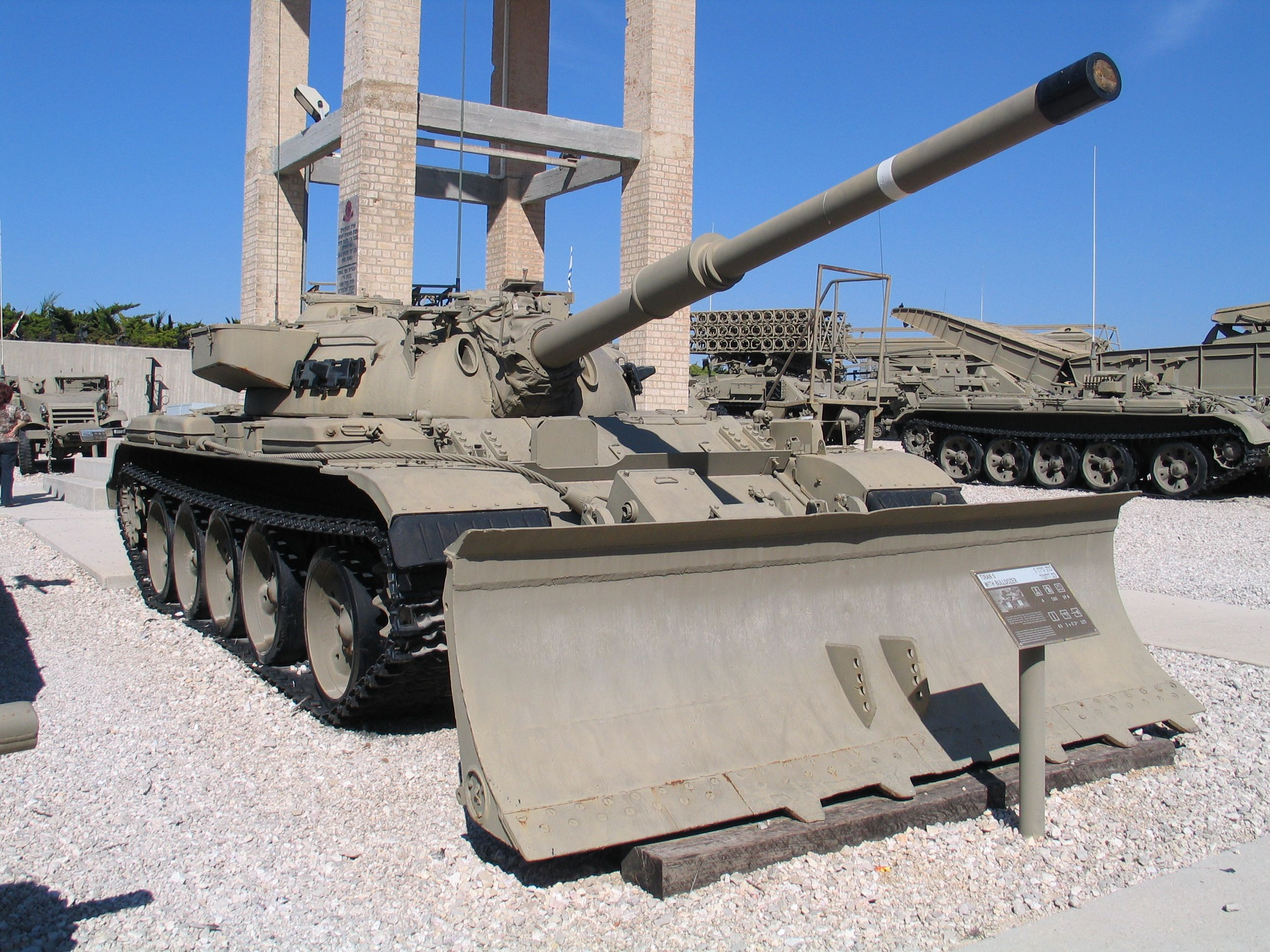
以色列擄獲改裝的T-55-Dozer
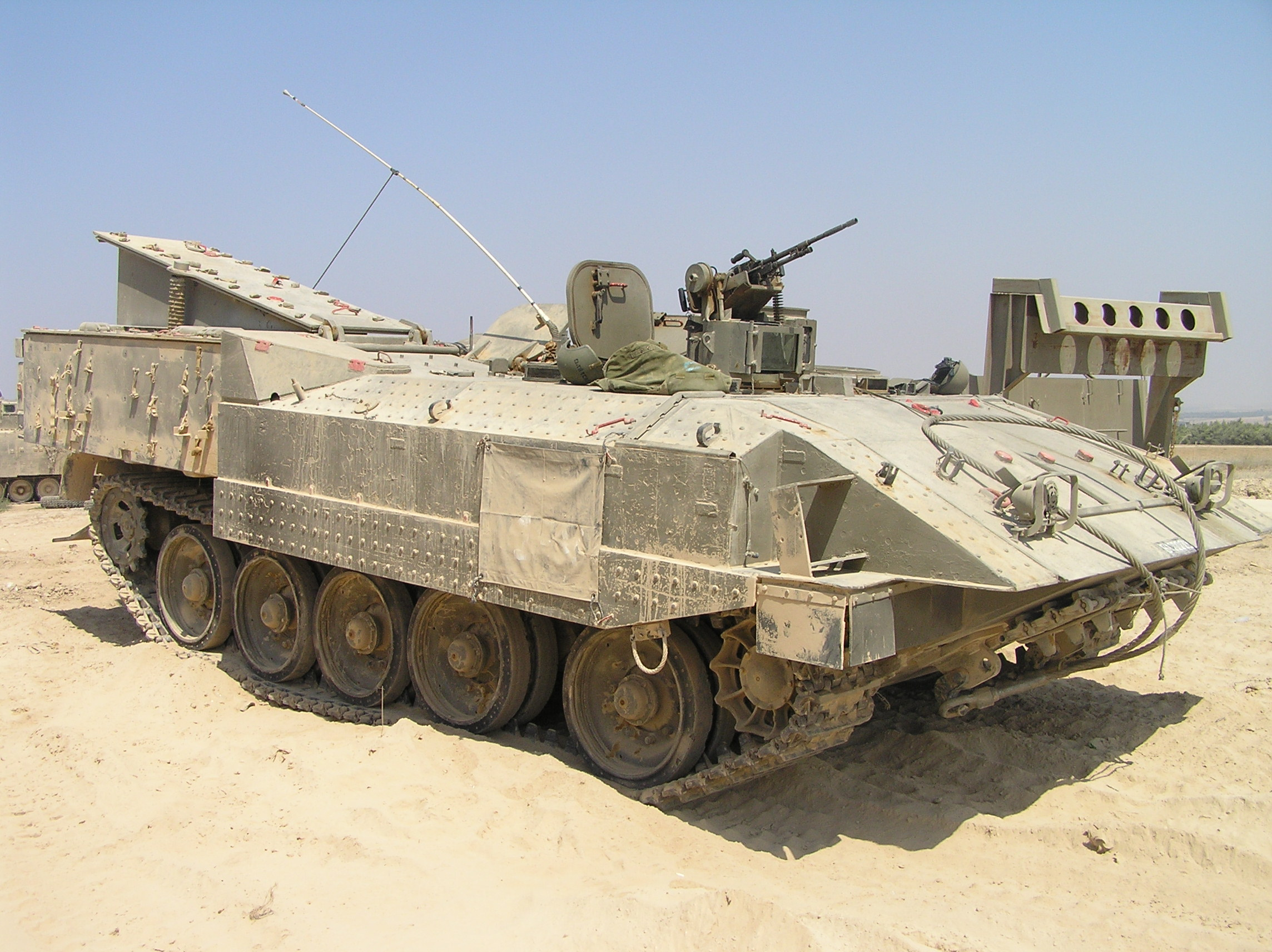
以色列擄獲改裝的運兵車
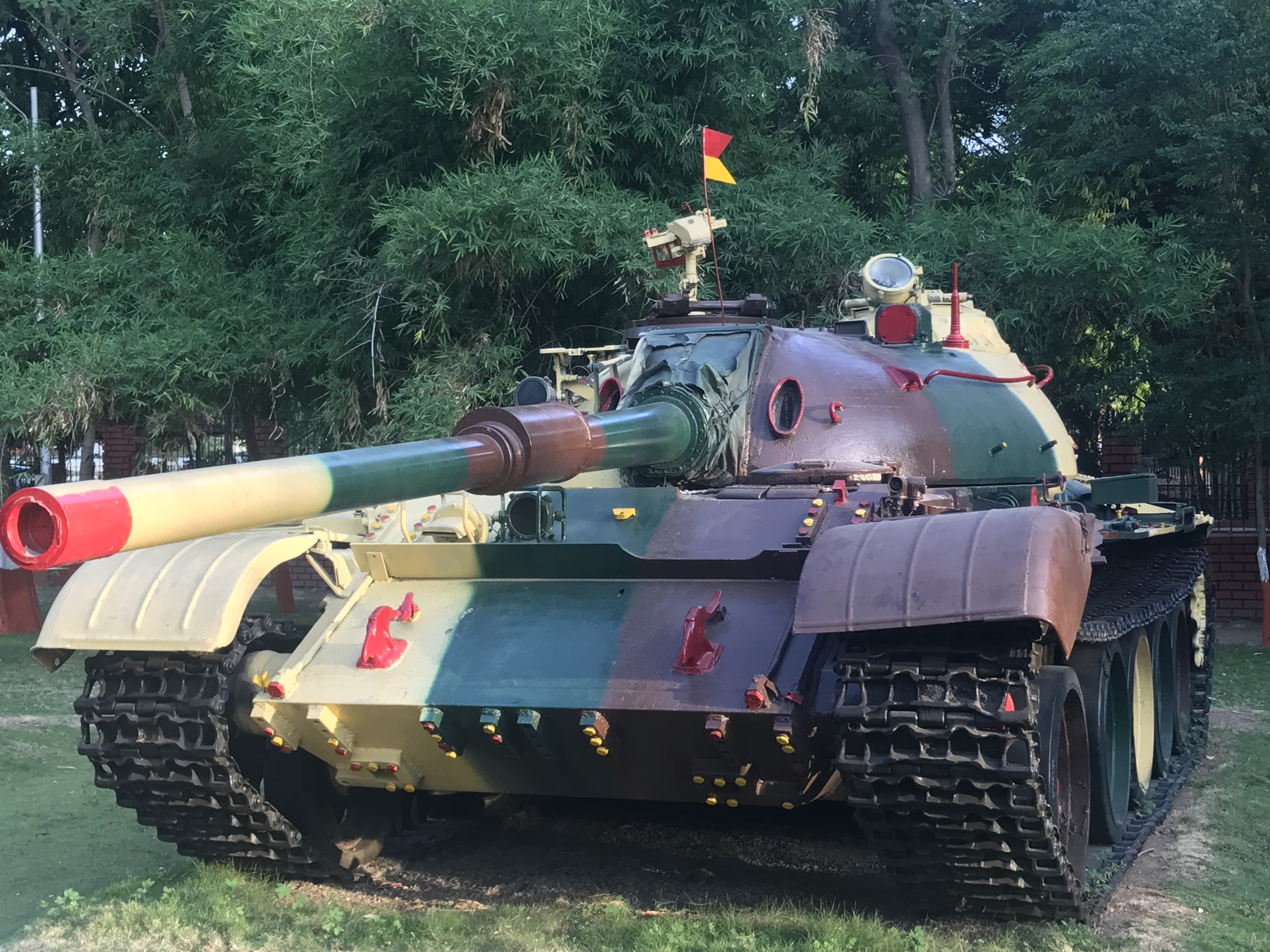
印度T-55換裝100mm D1砲
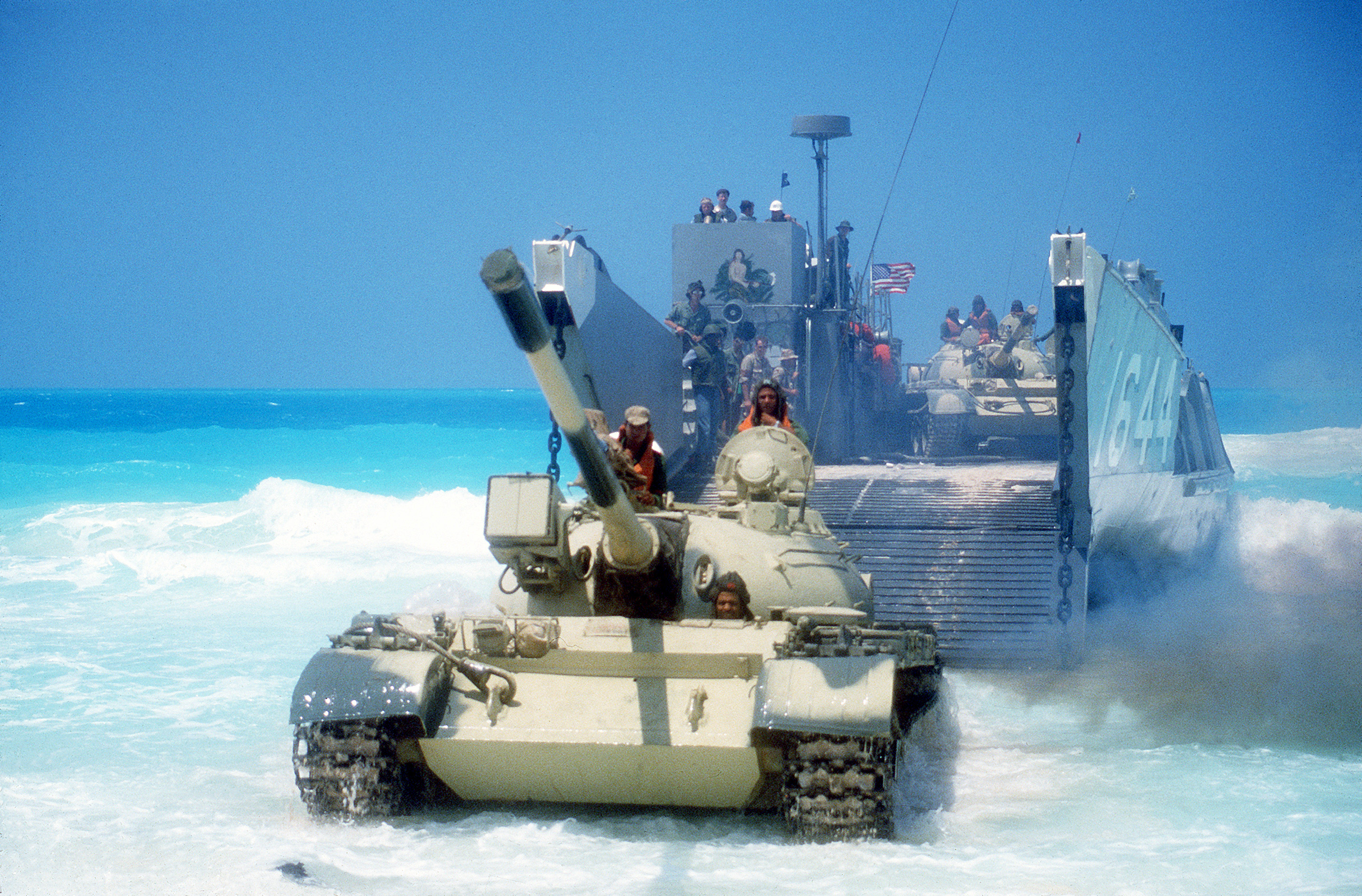
埃及T-55 mark-O 特徵為瞄準系統改裝
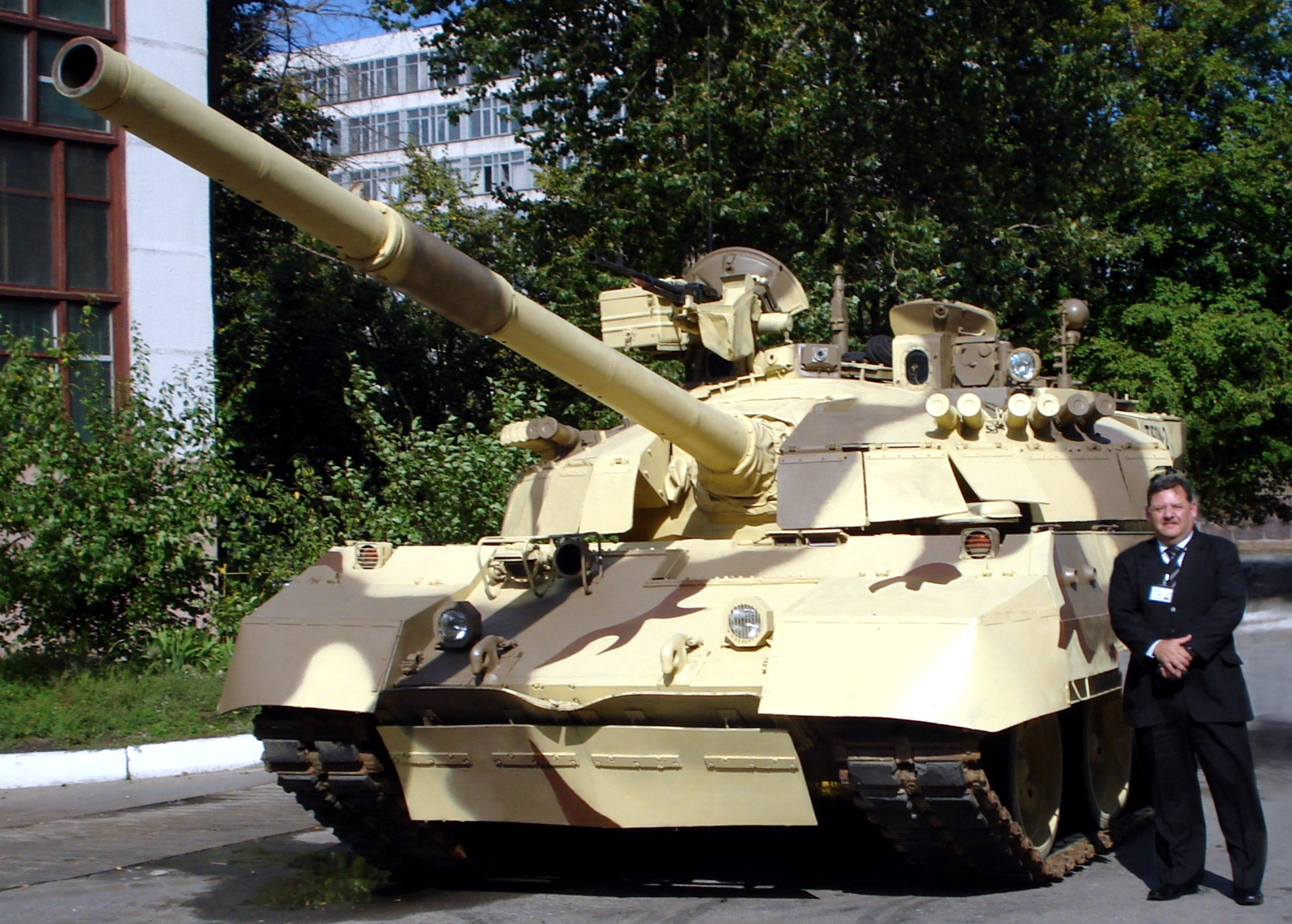
祕魯T-55M8A2
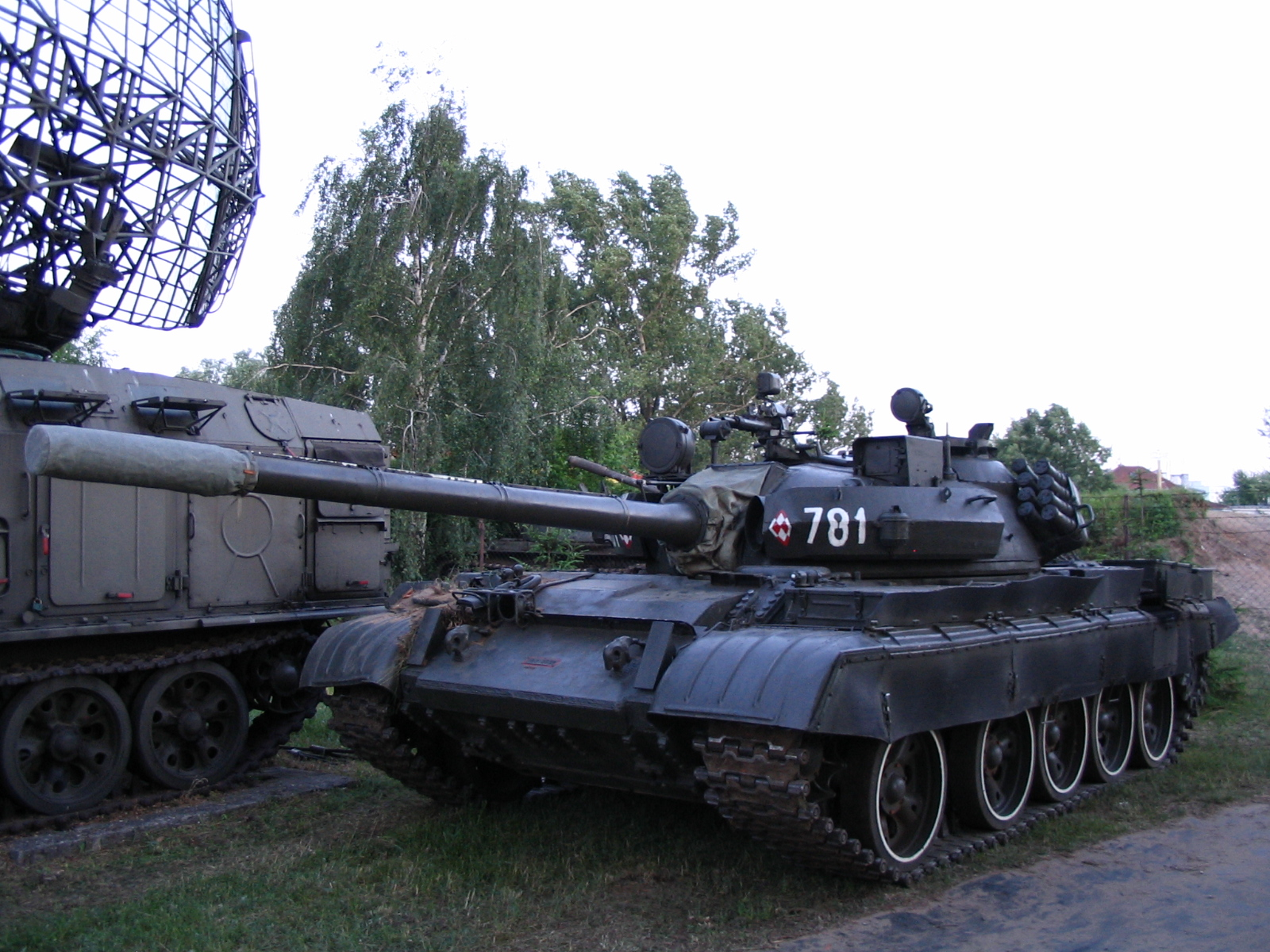
波蘭T-55AM 混雜了蘇系和北約系電子裝備
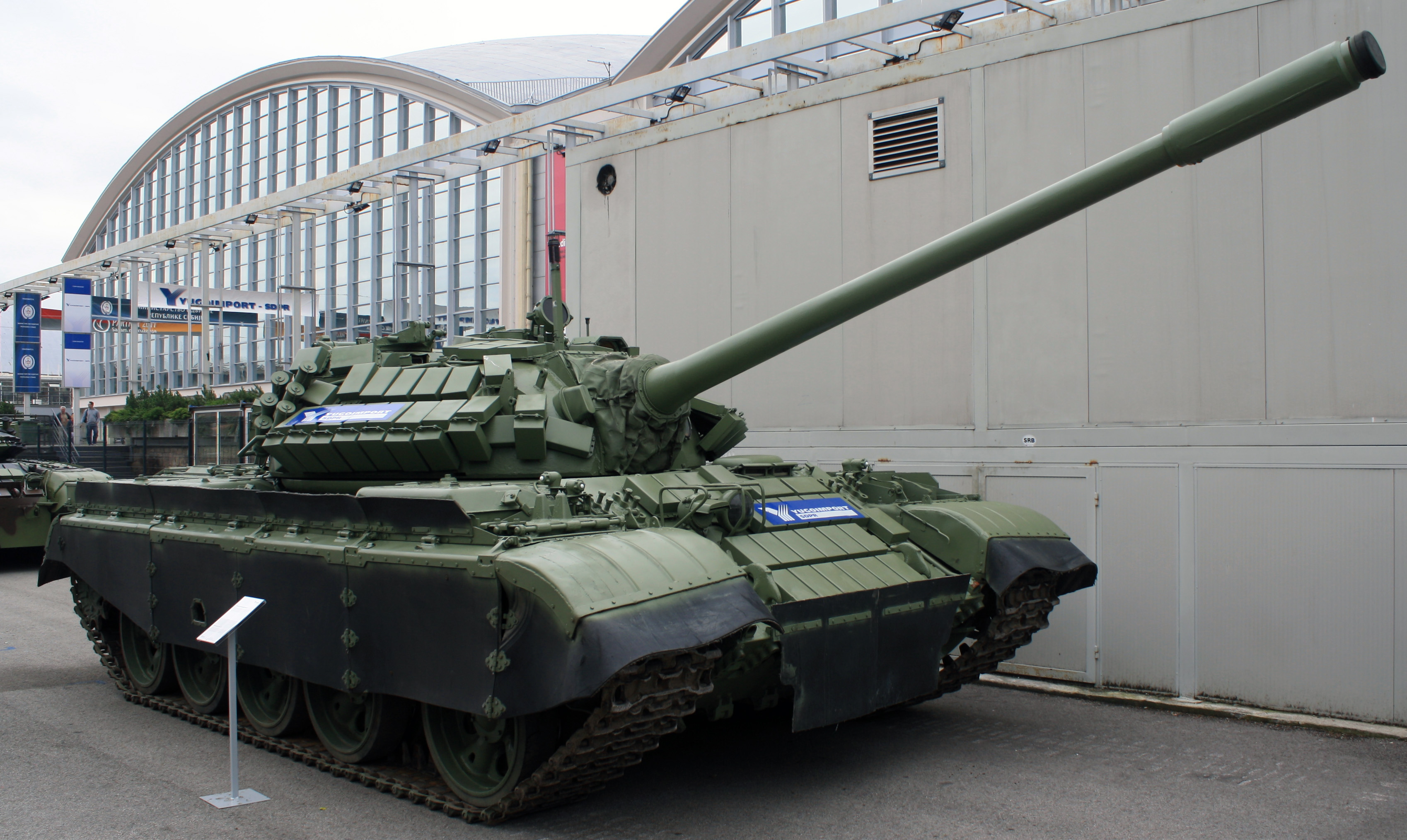
塞爾維亞T-55H於2011年
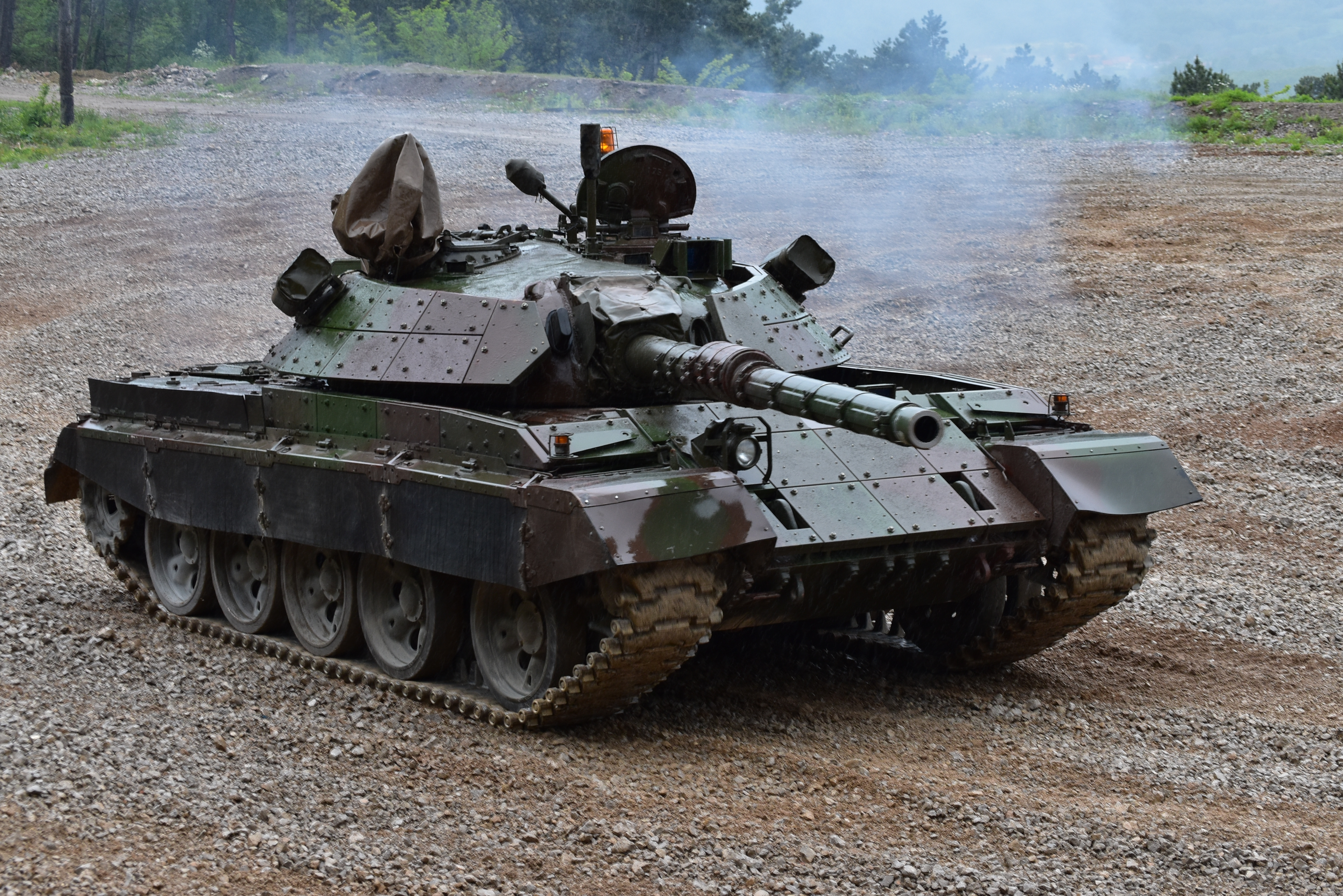
斯洛文尼亞M-55S 改裝北約105mm砲和裝甲
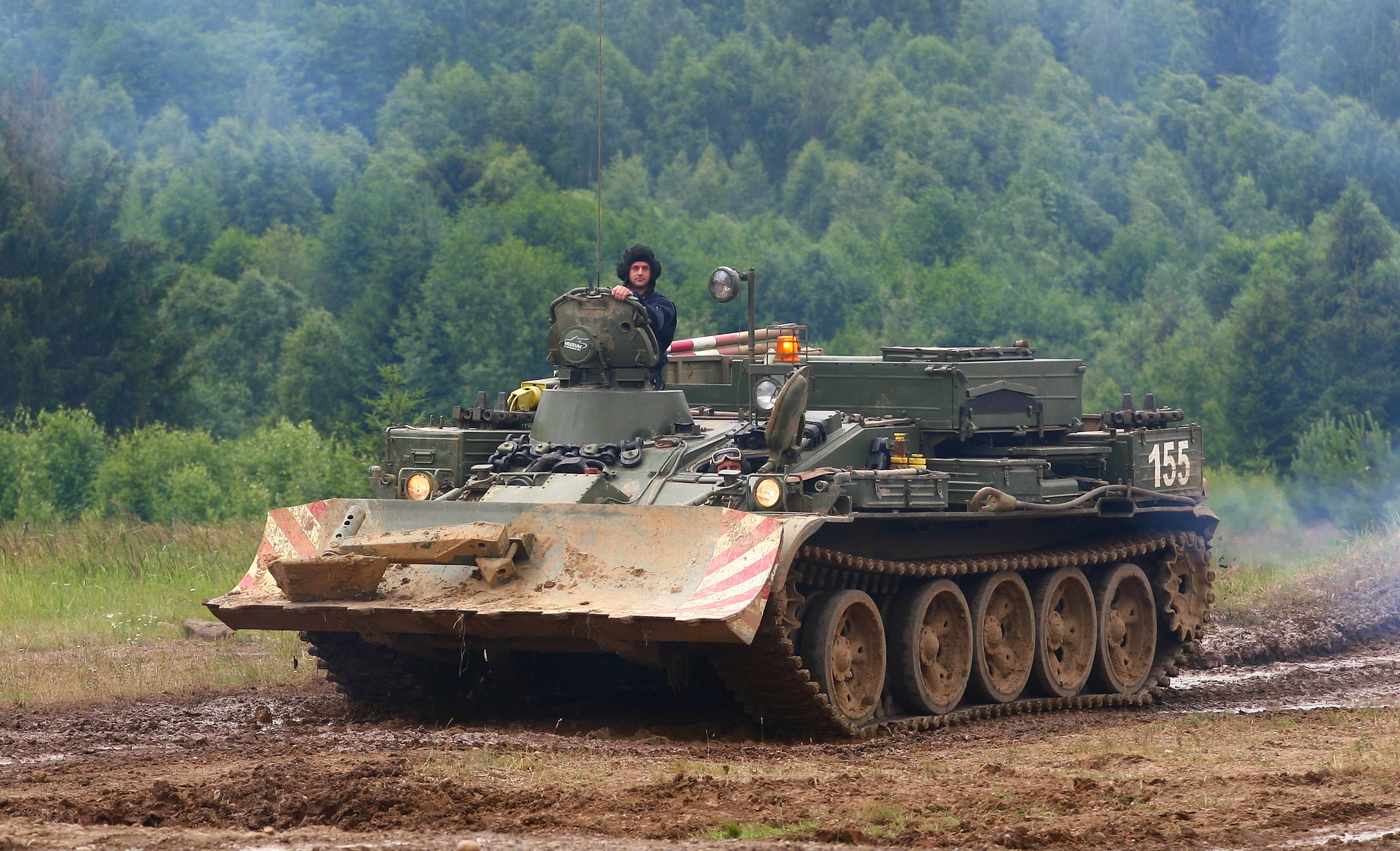
捷克改裝的ZS-55A掃雷車
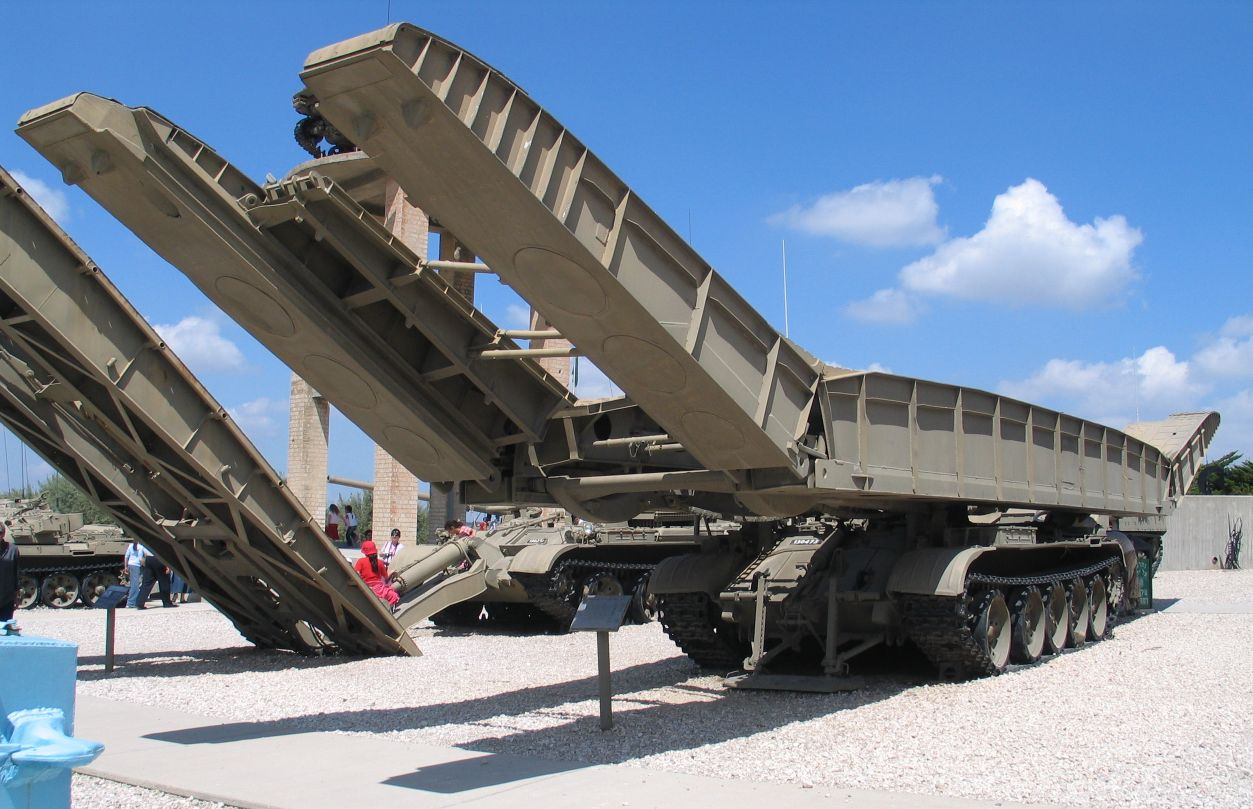
俄羅斯改裝的MTU-20浮橋車
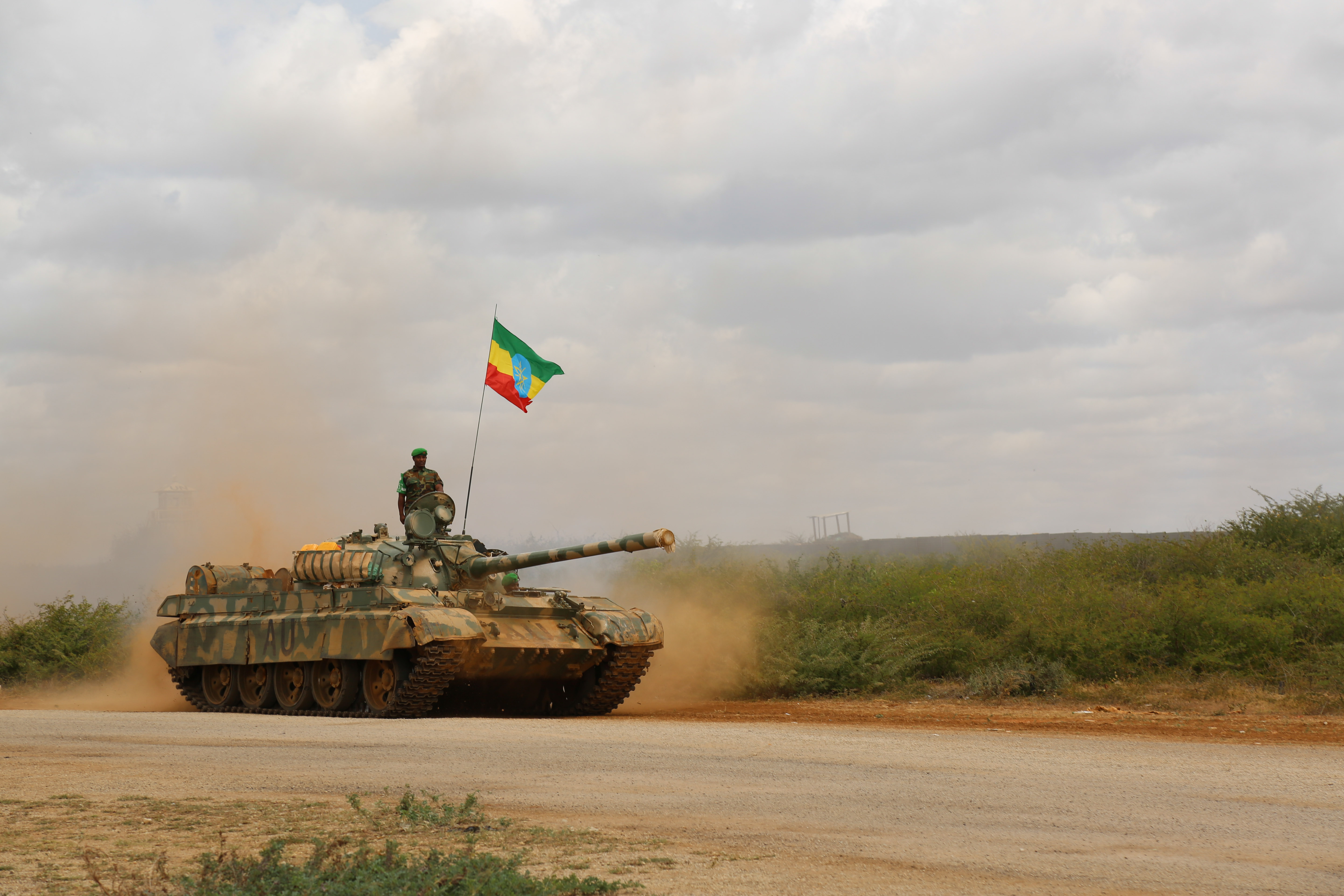
伊索比亞某種改裝T-55A於2017年
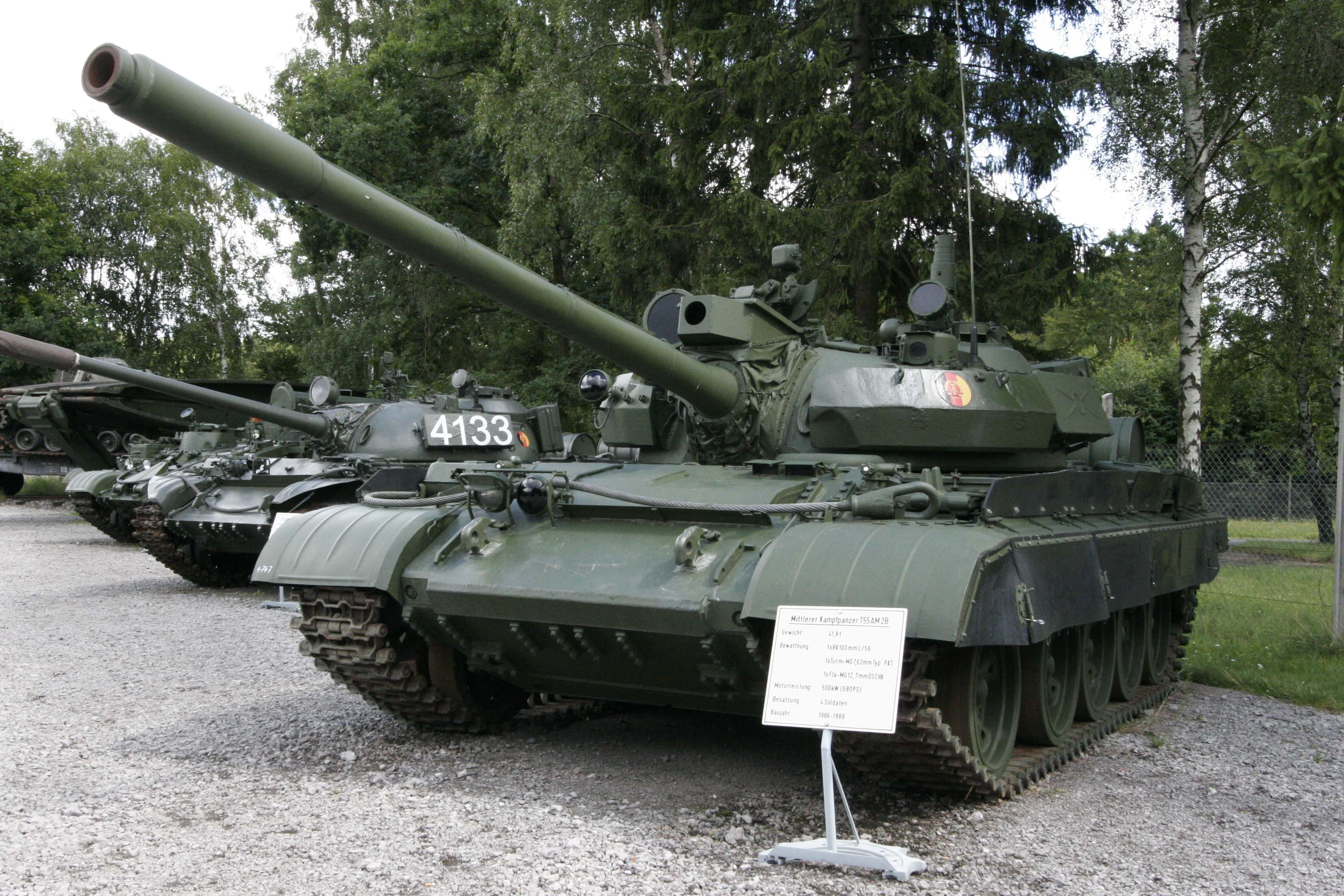
德國繼承的T-55AM2B
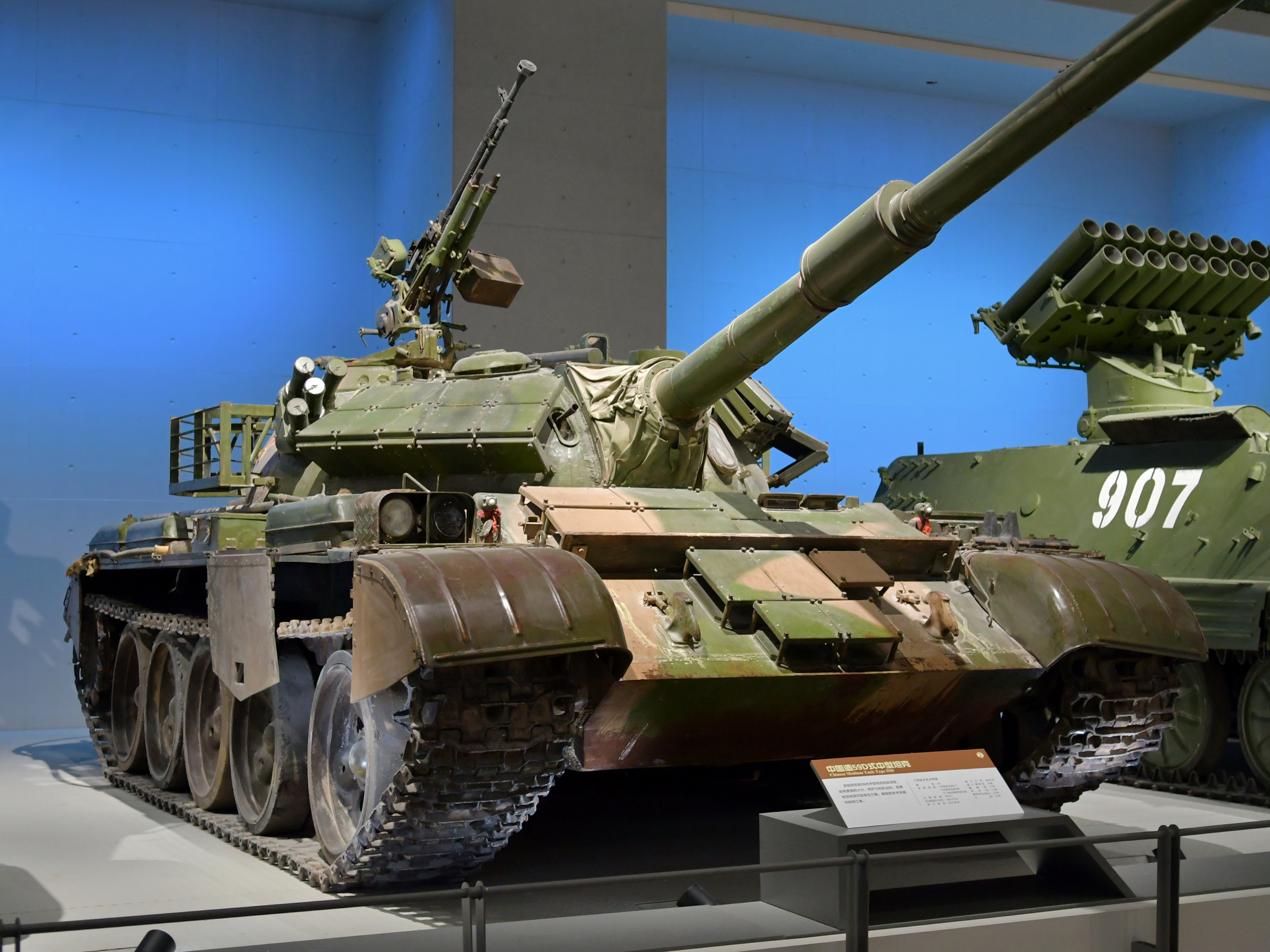
中國59D型於21世紀改裝完成

## 特性
T-54/55系列的布局与多数战后坦克没有太大区别。它的成员座舱在车体前部，引擎舱在后，车体正中则装有一座半球状炮塔。其驾驶员座位在车体左前方，而后车长坐于左边，炮手在于其前，装填手在于其右。行走部分，驱动轮在后，路轮排在两侧，前第一个路轮与后四个的距离较大。排气管位于左挡泥板上。
T-54与T-55在外型上极为相似，十分难以辨认：很多T-55就是由T-54升級而来的，因此經常被統稱為“T-54/55”。在苏军中，坦克每行驶7000公里就要进行一次厂修并进行技术改装升级。很多其他国家也对这些坦克进行过改造和升级，比如印度就给所属的T-54和T-55安装了假炮口制退器，以与敌国巴基斯坦的中国制59式坦克（T-54A的中国改装版）相区别。这使得T-54/55在外型上更加繁杂而难以分辨。
早期的T-54在炮塔右前部装有一个半球状通风装置，并且在车体前部正中有一孔，这是给SGMT机枪使用的射击孔。而且T-54的炮口没有制退器，还有一个“猪嘴”状防盾。这提供了一种相对简单的辨认方法。

### 优势
- T-54/55的机械结构简单可靠，与西方坦克相比更易操作，对乘员操作水準的要求也較低。
- T-54/55是一种相对较小的主战坦克，也就意味着在战场上被敵軍觀測到的概率也更小。
- 这一坦克重量较轻、履带宽大、低温条件下启动性能好，而且还可以潜渡，这使得T-54/55的机动性属于上佳：在許多惡劣地形仍能夠部署此坦克。
- T-54/55庞大的生产数量和经久不衰的服役状况使得备件不虞匱乏，而且價格低廉。
- T-54/55虽然与现代主战坦克相比十分老旧脆弱，但是如果加以改造，仍然可以显著提升战斗力和生存能力。

### 不足
- 先天较小的構型壓縮了車內空间以及成员的舒适性，同時也限制了改裝及升級的餘裕。在中东战争中以色列坦克兵就对缴获的T-55坦克窄小的活动空间颇有微词，而車體空間狹小是極難透過後天改進來解決的。
- 炮塔太矮，使炮塔最大俯角仅为5°（西方坦克多为10°），对于山地作战常无能为力。
- 由于T-54/55型的火炮稳定装置落后，因此这些坦克仅能在停车时进行稳定有效的射击。
- 原装的100mm火炮与晚近大量装备的120mm或125mm坦克炮相差甚远，面对现代坦克时难以拥有胜算。车内的火炮备弹缺乏防护，使得坦克在被击中后易发生砲彈的殉爆。因此在海湾战争或伊拉克战争期间，常可见被击毁的T-54/55坦克炮塔被炸飛。

現在之所以仍然很多此型坦克服役，很大程度是因為新型的主戰坦克，車重都遠遠超過本型號系列，難以部署在地勢較崎嶇的地方，故有些國家推出和生產外觀和體型与本車系相似的新型坦克，以滿足特別的需要。例如中國的69式坦克和羅馬尼亞的TR-85主戰坦克，可是實際因為要加強裝甲的TR-85，車重仍然比本來的T-54/T-55更重，只能稍微減輕專用運輸車及所經的道路橋樑承受的壓力，或者像69式那樣單純加強其攻擊能力而在戰場上常淪為被消粍品，要大量被擊破犧牲的方式來壓制敵方的少數先進較重的車型。

## 生产史
有眾多國家使用T-54/55型但有能力全車生產的國家為少數，多數為購買進口。

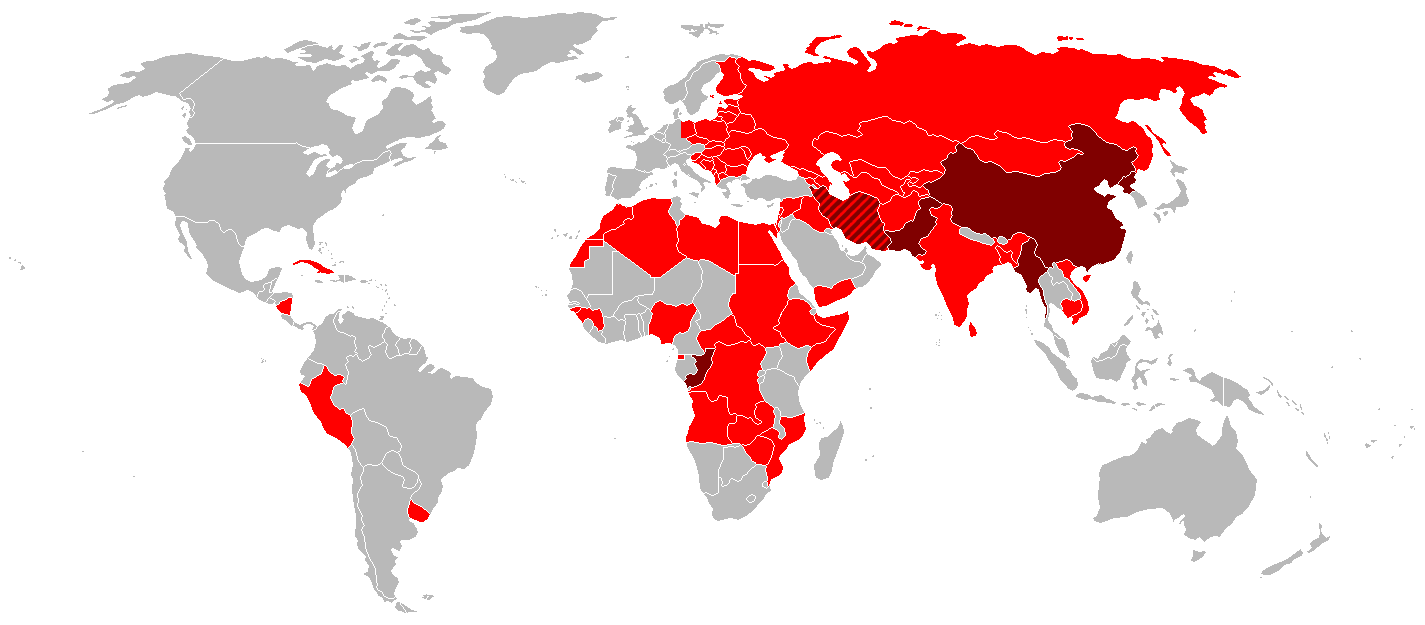
淺色T-54/55與改型. 深色59式與改型

### 苏联
T-54系列（T-54-1, T-54-2, T-54 (T-54-3), T-54A, T-54B, T-54AK1, T-54AK2, T-54BK1 及T-54BK2）生产于1946-1958年间，共制造35000辆以上；T-55系列（T-55, T-55A, T-55K1, T-55K2, T-55K3, T-55AK1, T-55AK2 ，T-55AK3）于1955到1981年间制造，共约27500辆。

### 波兰
波兰于1956到1979年间制造了3000辆T-54与5000辆T-55。

### 朝鮮
朝鮮于1956到2000年间制造了至少5000辆以上T-55与T-62改裝型。

### 捷克斯洛伐克
捷克斯洛伐克于1957到1983年间共制造了2700辆各型T-54与8300辆T-55。

### 中华人民共和国
中国在50年代中后期开始量产T-54A，并命名59式坦克，之后推出多款改型。59式及其改型总产量超过10000辆，并出口至多个国家。

## 服役史

### 苏联与俄罗斯
T-54/55与T-62是苏联装备最多的两种坦克，在70年代中期它们占据苏军坦克总数的85%。苏军的T-54参加过對匈牙利1956年革命的干预，有一些被匈牙利人用燃烧瓶和反坦克炮击毁。另外起事的群眾将一辆缴获的T-54送至英国驻布达佩斯使馆，英国根据对T-54的研究开发了L7坦克炮。
当今俄军的主力坦克是T-72、T-90和T-80主战坦克。俄军的T-54/55和T-62坦克曾經处于退役封存的状态，但2022年俄羅斯入侵烏克蘭後，俄軍決定將T-54/55系列主戰坦克重新投入現役，配置在炮兵部队，用作自行火炮。

### 中东
1967年六日战争中，T-55曾与美制M48、英制百夫长坦克和改装过的二战坦克M4雪曼交战过。期间以军拥有良好的指挥与配合，并具有绝对空中优势，使得T-55面对略逊于自己的装甲力量时并没有占到什么便宜。
1973年“赎罪日战争”中与装备105mm L-7坦克炮的百夫长Mk V和M-60A1坦克遭遇，期间埃及与叙利亚装备的T-54/55被以色列缴获者甚众。以色列改装并使用了其中的一部分。这些车辆的苏制D-10坦克炮被换成北约制式105mm L-7或M-68型坦克炮，苏制发动机也被更换为通用汽车制造的柴油机。以色列将这种坦克称为“Tiran-5”型并一直使用到90年代初其后主要被出售给第三世界国家，余者改造为重型阿奇扎里特裝甲運兵車。

### 越南战争
越南战争中南越政府軍与北越人民軍装甲部队的首次交锋发生于1971年2月。在这一战中，南越的17辆美制M41型坦克以零损失击毁了22辆北越坦克，其中有6辆T-54和16辆PT-76水陆坦克。1972年4月2日，新组建的南越第20坦克团（相当于营）侦测到了北越坦克部队的大规模移动。在午后的作战中，M48迅速开火击毁了打前阵的9辆PT-76和两辆T-54，其余的北越坦克随后撤退。
1972年4月9日的作战中，M48坦克在2800米距离上对来袭的北越坦克开火，打乱了北越坦克的阵型。当日，北越共有46辆T-54被击毁，一辆59式被擒，南越方面没有损失。
1975年4月30日北越人民軍攻下西貢的當日，北越陸軍T-54坦克參與了一著名的事件，也就是衝撞南越總統府「獨立宮」鐵門，駛入前院逼使總統楊文明投降，從此結束了越南戰爭。今天越南政府在胡志明市的西貢總統府舊址「統一宮」前展示了數輛同款的退役坦克供遊客觀賞。

### 其他冲突

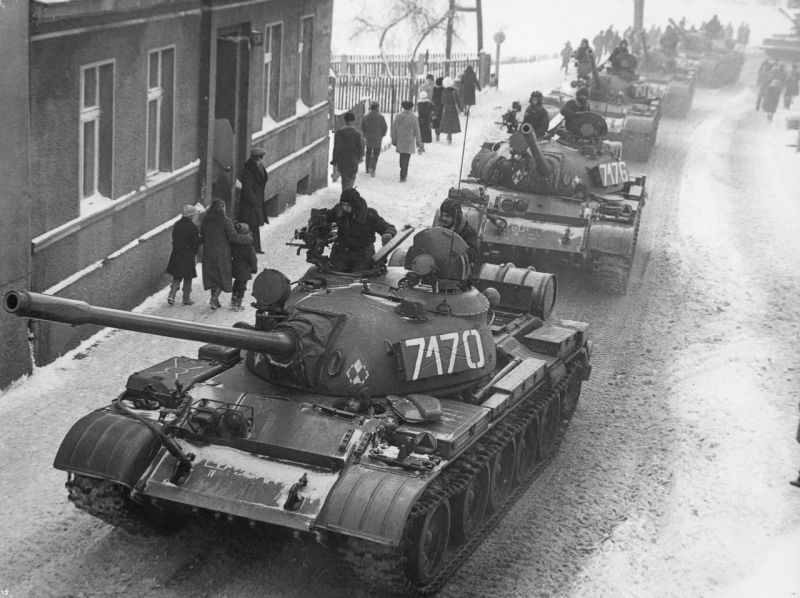
1981年波兰军管期间在大街上的T-55L

- 柬埔寨内战中，交战雙方都使用过T-54坦克。
- 1971年印巴戰爭中，印度的T-55坦克对陣過巴基斯坦的M48、M24及中国制59式坦克。
- 在1978-79年发生的乌干达-坦桑尼亚战争中，利比亚曾提供给乌干达独裁者阿明将军数十辆T-54/55坦克，其中一些被用于与坦桑尼亚的冲突中。而坦桑尼亚装备的是T-54A的中国授权生产型号59式坦克。
- 波兰在80年代末曾以T-54/55坦克镇压反共产主义政府的暴乱。
- 在1987年查德-利比亞衝突中利比亞部隊曾以百餘輛T-54/55戰車入侵查德境內，並坐鎮於南端戰略要地法達，然而卻被查德用法國援助加裝重機槍和米蘭反坦克飛彈的改裝皮卡車（多為豐田Hilux或豐田陸地巡洋艦）圍擊，最終利比亞的所有T-54/55戰車不是被擊毀就是遭擄獲，成為首次主力戰車被商用皮卡車擊敗的例子（此戰役也因而被稱為豐田戰爭）。
- 安哥拉战争中曾有古巴與蘇聯製的T-54/55投入战斗。
- 南斯拉夫解体后的内战中曾有T-54/55坦克投入使用。这些坦克面对携带反坦克武器的步兵时显得十分脆弱，而且也被证明其不擅巷战。
- 中国曾在两伊战争中向交战双方出售了数千辆59式坦克及69式坦克，其中伊拉克军装备的坦克在海湾战争和伊拉克战争中仍有使用。
- 在斯里蘭卡內戰中，政府軍以及猛虎组织皆使用該型坦克，据称許多这些軍備来自捷克斯洛伐克。
- 2022年俄羅斯入侵烏克蘭戰爭中，俄烏皆使用該型坦克，俄軍將T-54B被列入俄軍砲兵部隊[14]，而烏克蘭則已经在第47突击旅中引进T-55坦克的斯洛文尼亚变体 - M-55S，装备西方105毫米火炮和火控系统[14]。

## 使用國家

### 現役／預備役
- 阿尔及利亚
- 安哥拉
- 阿富汗
- 亞美尼亞
- 柬埔寨
- 中华人民共和国
- 刚果共和国
- 古巴
- 刚果民主共和国
- 衣索比亞
- 芬兰
- 几内亚
- 埃及
- 以色列
- 印度
- 伊朗
- 伊拉克
- 黎巴嫩
- 利比亞
- 莫桑比克
- 蒙古国
- 纳米比亚
- 尼加拉瓜
- 巴基斯坦
- 秘魯
- 乌克兰
- 俄羅斯[14]
- 卢旺达
- 苏丹
- 叙利亚
- 坦桑尼亚
- 多哥
- 乌干达
- 越南
- 葉門
- 尚比亞
- 辛巴威

### 退役
- 保加利亚
- 捷克斯洛伐克
- 捷克
- 东德
- 德国
- 匈牙利
- 北馬其頓
- 摩洛哥
- 波蘭
- 塞爾維亞
- 斯洛伐克
- 苏联
- 南斯拉夫
- 羅馬尼亞
- 斯洛維尼亞[8]

## 流行文化
- 在1995年占士邦系列電影《新鐵金剛之金眼睛》，邦搶來一輛T-55主戰坦克去追逐Ouromov將軍以拯救女主角西蒙諾娃，途中在聖彼德堡損壞了許多歷史性的建築，直到被亞歷克以裝甲火車撞毀。
- 2014年美国喜剧片中，大衛、亞倫、與朴淑永使用該坦克逃亡，並以主炮將企圖追殺他們的金正恩的直升機擊落。
- 在《戰車世界》中，T-54及T-55A分別以蘇聯IX階中型坦克，及德國（閃擊戰為混合型國家）IX階中型加值坦克登場。
- 俄罗斯Gaijin Entertainment发行的网络游戏《战争雷霆》中，T-54（1947/1949/1951型）与T-55A，T-55AMD-1和T-55AM-1共计6辆T-54/55系列坦克列于苏联陆军科技树中，其中T-54系列與T-55A和T-55AMD-1可供玩家研发，T-55AM-1可直接购买。
- 2021年，在游戏蔚蓝档案中，由连何洁莉娜使用该坦克，并名为“肃清君号”。